# Харьковский трамвай

Трамвайная система на карте города

Харьковский трамвай (укр. Харківський трамвай) — один из основных видов городского общественного транспорта в Харькове, который был открыт 3 июля 1906 года (одна из старейших трамвайных систем Украины, а конка работает с 1882 года).

## Маршруты
28 февраля 2022 года на линию вышли последние трамваи по маршрутам «Новожаново - Одесская» и «Новожаново - Южный Вокзал». Движение было остановлено из-за постоянных атак на Харьков со стороны РФ. Была разрушена контактная сеть на улице Шевченко, Павловской площади, Площади Конституции, Клочковской улице, улице Морозова, у Аллеи Славы, по проспекту Тракторостроителей, улице Валентиновской, улице Академика Павлова, улице Солидарности и улице Полтавский Шлях, а также Салтовское трамвайное депо. 20 вагонов было невозможно вывезти из депо, 60 были уничтожены, а остальные требуют ремонта. 4 мая начался демонтаж трамвайной линии по улице Веснина. На это отреагировали многие харьковчане, переживающие за свой трамвай. Они устроили протест против мэра Игоря Терехова, который решил демонтировать трамвайные линии. Жителям и активистам города всё-таки удалось убедить мэра сохранить трамвай, 16 мая 2022 года движение было восстановлено  по маршрутам 3 и 14. Обкатку провёл трамвай модели Tatra T3SUCS №3092 и именно он был первым трамваем, который начал ходить после начала военных действий. В дальнейшем были восстановлены маршруты 20, 1, 27, 6 и 8. Их обслуживает фактически только Октябрьское трамвайное депо (несколько вагонов Салтовского депо после начала боевых действий остались в Октябрьском). Модели трамваев, выходящие на линии: Tatra T3, Tatra T6B5 и Tatra T6A5.

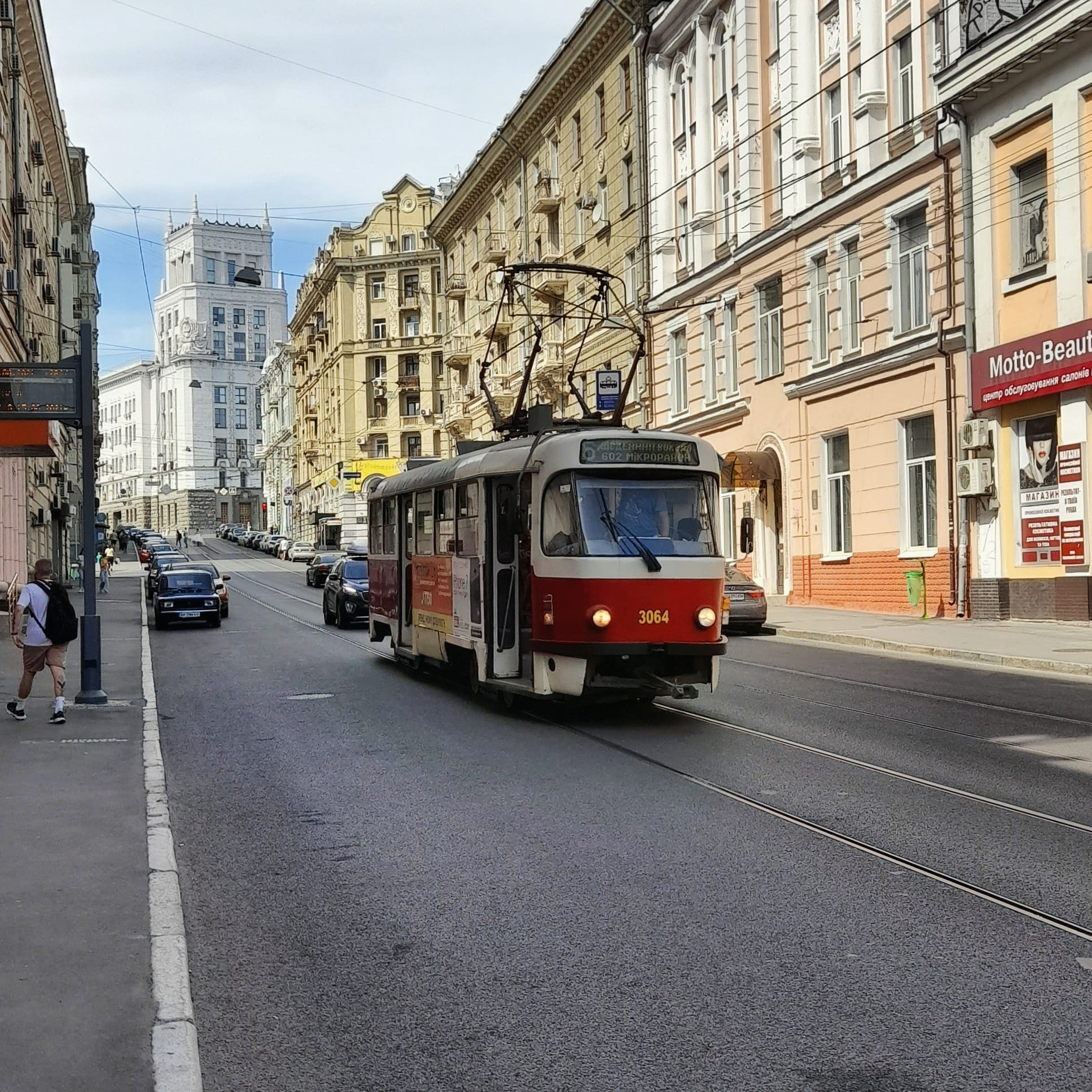
Трамвай Tatra T3SUCS по проспекту Героев Харькова

Маршруты, работающие на момент 25.04.2025:
- 1 Ивановка - Железнодорожный вокзал "Харьков-Пассажирский";
- 3 Новожаново - Залютино;
- 5 Одесская ул. - Железнодорожный вокзал "Харьков-Пассажирский";
- 6 Железнодорожный вокзал "Харьков-Пассажирский" - 602-й микрорайон;
- 7 Новосёловка - Железнодорожный вокзал "Харьков-Пассажирский";
- 8 602-й микрорайон - Одесская ул.;
- 12 Железнодорожный вокзал "Харьков-Пассажирский" - Центральный парк
- 16 Салтовская - Салтовская (внешнее кольцо);
- 16А Салтовская - Салтовская (внутреннее кольцо);
- 20 Проспект Победы - Железнодорожный вокзал "Харьков-Пассажирский";
- 23 Салтовская - 602-й микрорайон;
- 27 Новожаново - Салтовская.

## История
Предшественницей электрического трамвая была харьковская конка.

### Открытие электрического трамвая
Движение электрического трамвая в Харькове было открыто 3 июля 1906 года двенадцатью моторными вагонами производства MAN по узкоколейному (1000 мм) однопутному маршруту с восьмью разъездами протяжённостью 3,8 км «Павловская площадь — Балашовский вокзал» по Петинской ул. (сейчас — ул. Георгия Тарасенко), ул. Змиевской (сейчас — Аэрокосмический проспект), Нетеченской ул., Подольскому и Костюринскому переулкам. В том же году построен Петинский трамвайный парк, находившийся у Ремесленного училища. С самого начала принадлежал и эксплуатировался городскими властями, что вызывало конфликты с частной бельгийской конкой, вплоть до драк между нанятыми людьми и рабочими, прокладывавшими трамвайные линии.

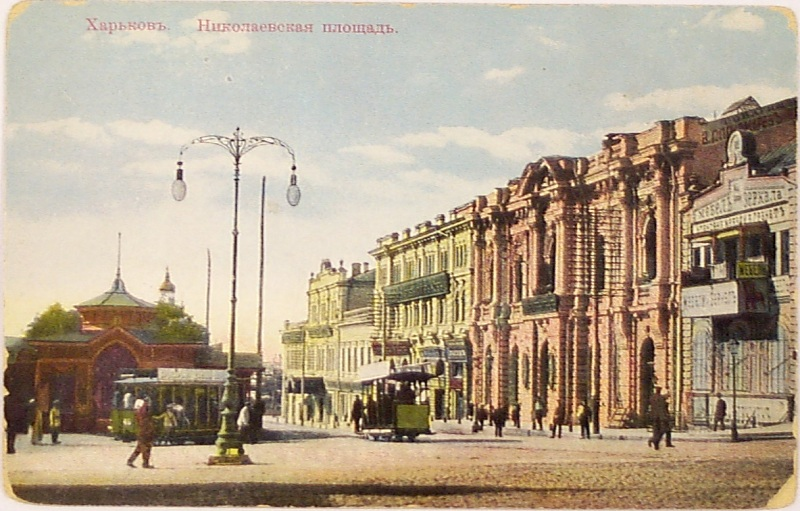
Вагоны конки на Николаевской площади
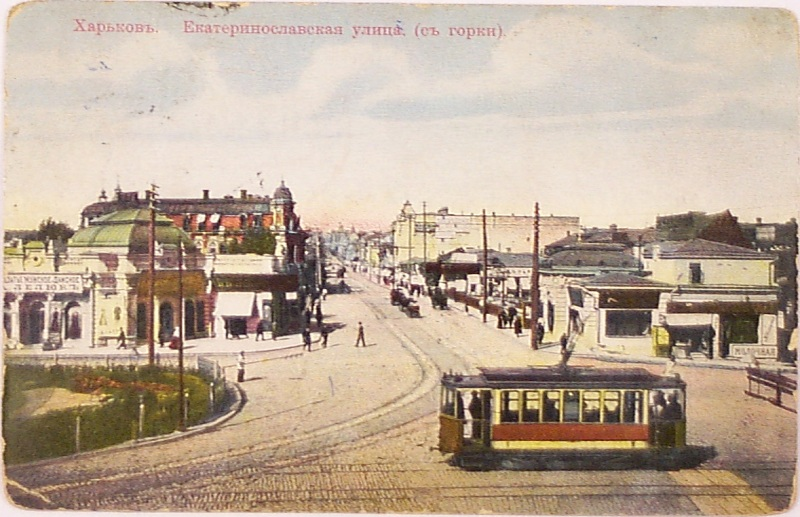
Трамвай на Сергиевской площади и вид через Лопанский мост на начало Екатеринославской улицы. 1910-е
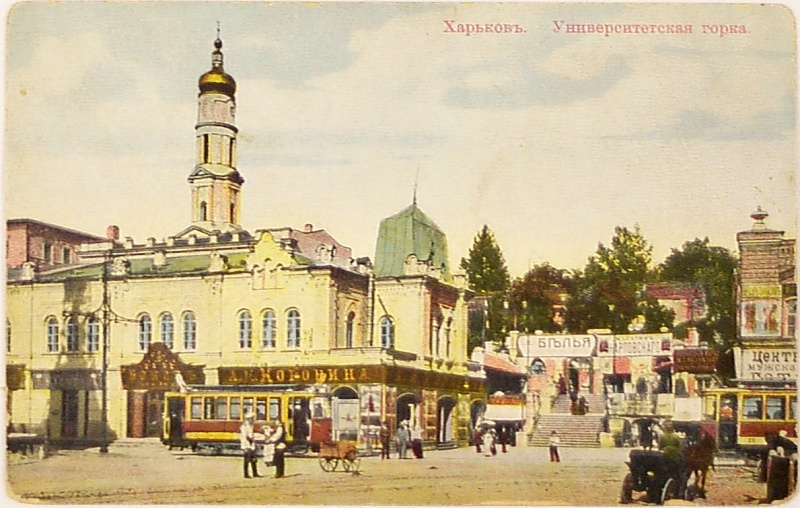
Два трамвая на Сергиевской площади. Вид с Лопанского моста на лестницу Университетской горки
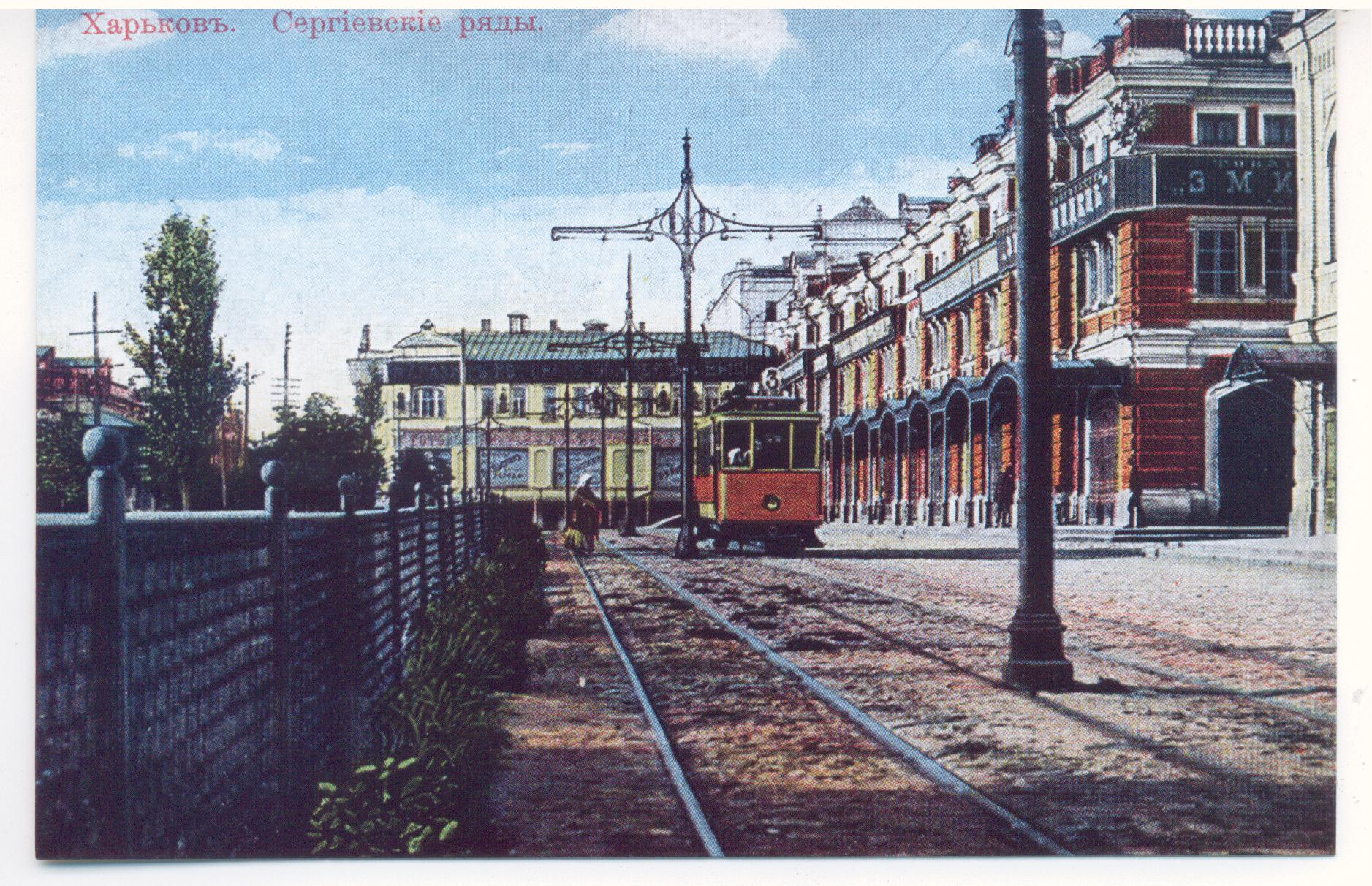
Трамвай на Сергиевской площади. Впереди справа Бурсацкий спуск
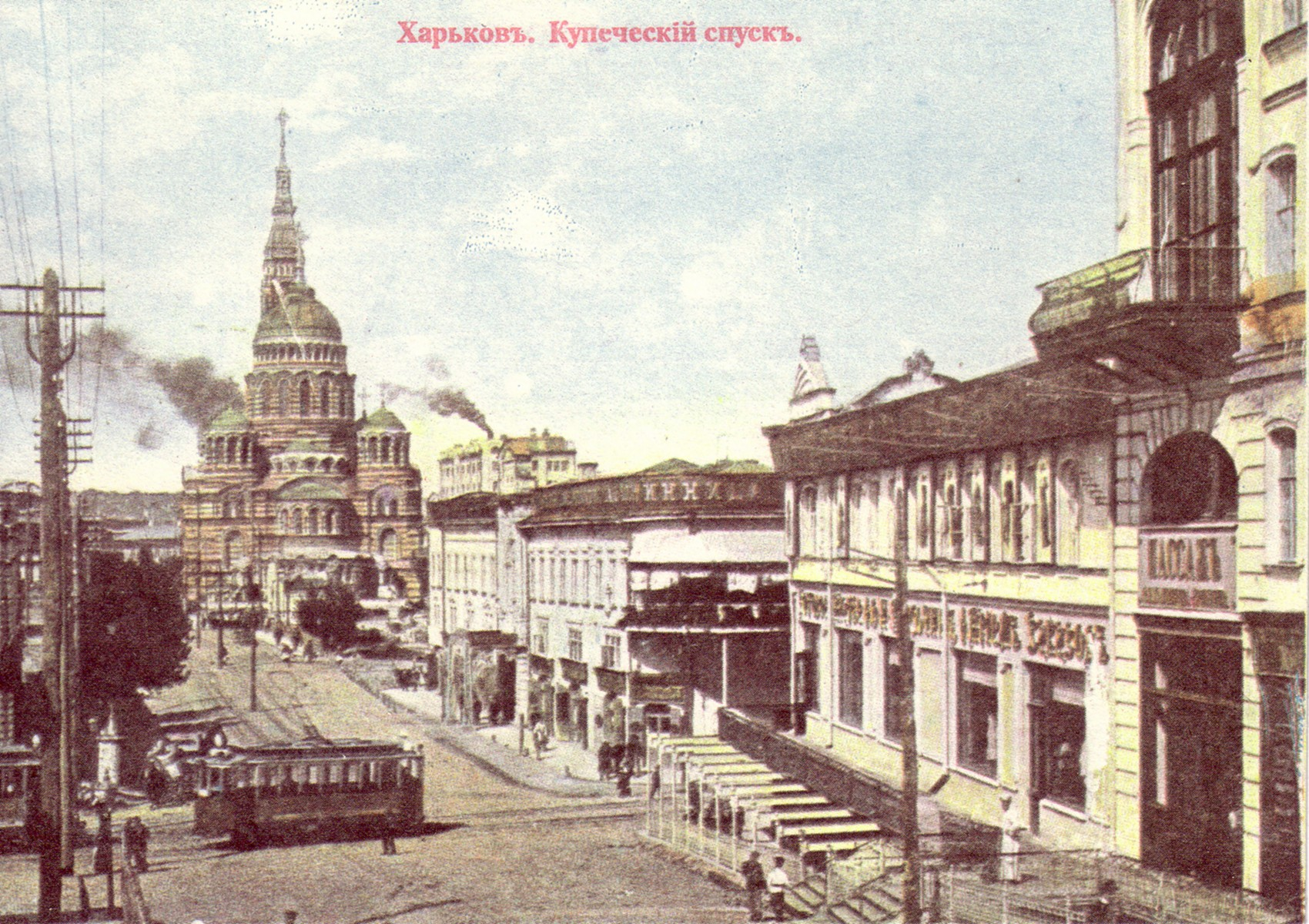
Трамвай в начале Клочковской. Вид с Купеческого спуска
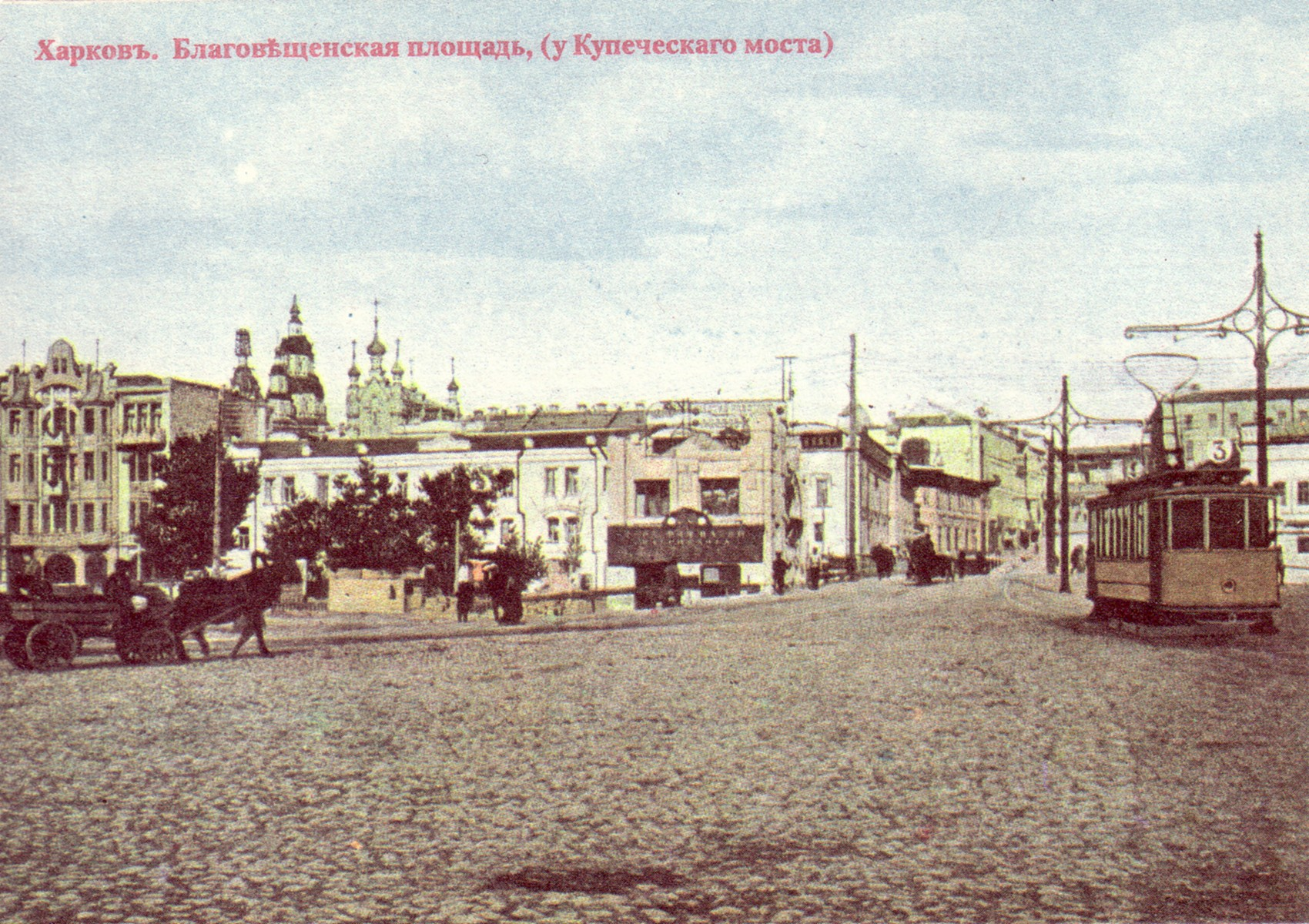
Трамвай на Благовещенской площади и вид через Купеческий мост на Купеческий спуск (вправо) и Покровский монастырь (слева). 1909(?)
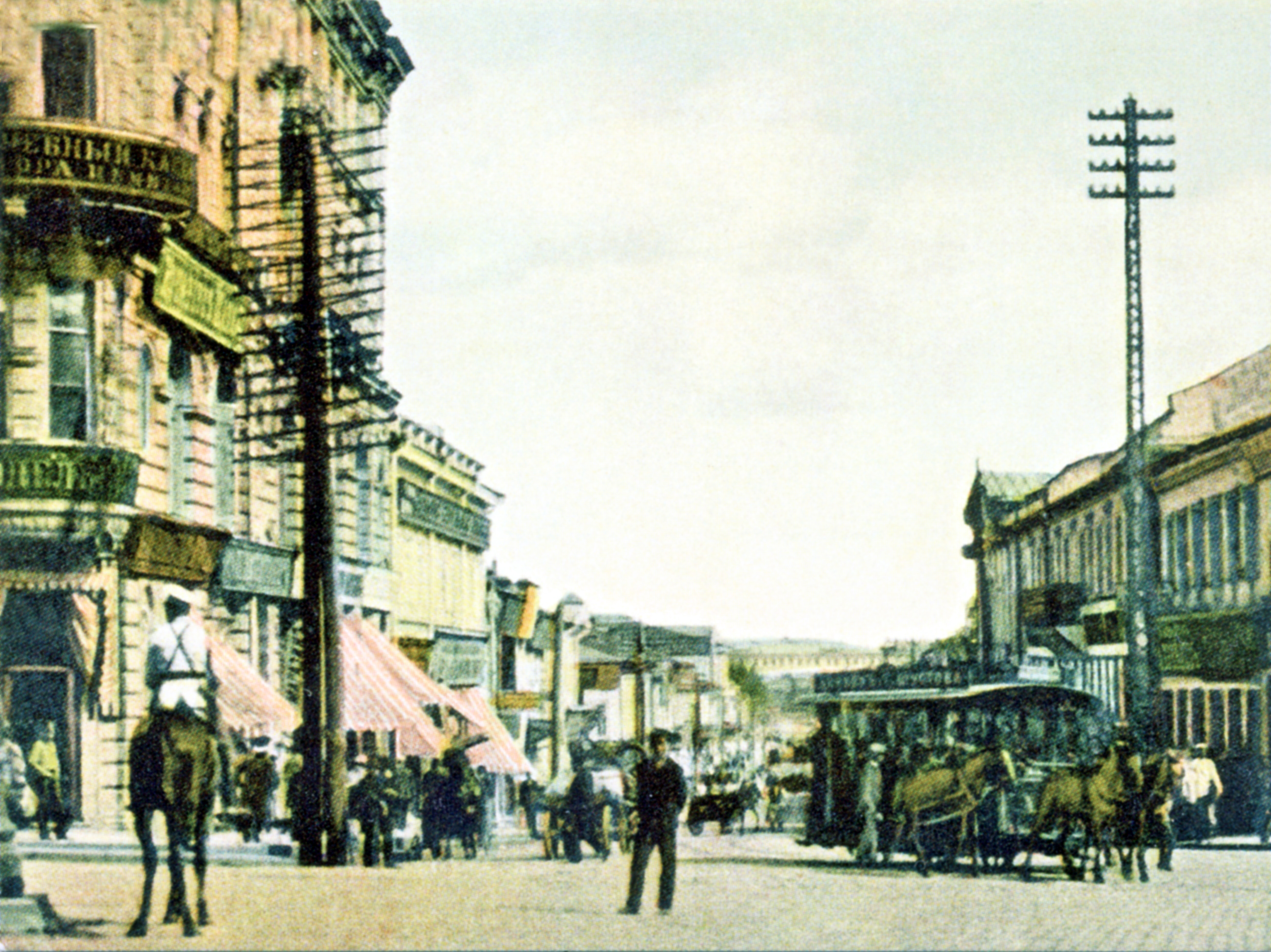
Шестой трамвай на площади Дзержинского. 1930

Первая линия проходила от Балашовского вокзала по Петинской (сейчас ул. Георгия Тарасенко), Змиевской (Аэрокосмический проспект), Нетеченской улицам, Подольскому мосту, Подольскому и Костюринскому переулкам до Павловской площади. Столь странная конфигурация была выбрана потому, что по договору с бельгийцами, эксплуатирующими в то время конку, трамвайные рельсы не должны были пересекать конные. Конка в то время занимала главный радиус города «Вокзал — Павловская Площадь — Конный рынок». Постепенно трамвайные рельсы появлялись на других улицах города, при этом дело не обошлось без стычки с полицией и представителями «Бельгийского общества».
3 ноября 1909 года открыто движение по Павловской площ. от Николаевской площ. (сейчас — Конституции) до павильона в Павловском сквере, маршрут № 1 «Павловская площадь — Балашовский вокзал».
30 декабря 1909 года введена новая одноколейная линия «Торговая площ. — ул. Клочковская» по Сергиевской площ., ул. Клочковской до пер. Речного с ответвлением на ул. Ивановскую до реки Лопань — пущена Клочковская линия. В результате объединения ещё 17 сентября 1909 года Клочковской и Петинской линий трамвая через рельсы конки с руководством последней произошёл серьёзный конфликт. Пущен маршрут № 2 «ул. Клочковская — Балашовский вокзал».
5 января 1910 года введена новая одноколейная линия «ул. Клочковская — Панасовка» по Купеческому мосту, Благовещенской площ., ул. Рождественской, Лосевскому пер., ул. Бол. Панасовской до Альбовского пер. — пущена Панасовская линия, маршрут № 1 продлён от Павловской площ. до Альбовского пер. (Панасовка).
В 1910 году построено трамвайное депо для электрического трамвая (Пискуновский парк).
23 июля 1910 года начато расширение до двух путей Петинской линии.
2 января 1911 года введена новая двуколейная линия «площ. Павловская — Городской парк» по пер. Армянскому, пер. Петровскому (сейчас — пер. Короленко), ул. Николаевской (сейчас — ул. Короленко), ул. Пушкинской, ул. Бассейной (сейчас — ул. Петровского), ул. Сумской. Пущен маршрут № 3 «Павловская площ. — Городской парк».
30 июля 1911 года введена новая двуколейная линия «Центр — ул. Грековская — Конный рынок» по ул. Университетской, новопостроенному Нетеченскому мосту, ул. Грековской, пер. Рыбасовскому, ул. Заиковская, ул. Молочная — пущена Грековская линия. Маршрут № 2 перенесен «Конный рынок — ул. Грековская — ул. Клочковская».

### Переход на широкую колею
В 1926 году решено произвести перешивку полотна с узкой колеи 1000 мм на широкую 1524 мм в связи с прекращением производства в СССР узкоколейных вагонов.
После перешивки на ширококолейную линию часть вагонов в 1930—1931 годах поступила для эксплуатации в трамвайную систему Владикавказа.

### Маршруты в 1932 году
- 1 Ивановка (пер. Альбовский) — площ. Восстания — Велозавод
- 2 Павловка — ул. Клочковская — ул. Заиковская — площ. Восстания — Велозавод
- 3 Новосёловка — ул. Заиковская — площ. Восстания — Велозавод
- 4 Новосёловка — ул. Заиковская — ул. Плехановская — Завод ХЭМЗ
- 5 Горпарк — ул. Клочковская — ул. Нетеченская — ул. Плехановская — Завод ХЭМЗ
- 6 Холодная Гора (поликлиника) — площ. Восстания — Завод ХЭМЗ
- 7 Новосёловка — ул. Пушкинская — Померки (Авиазавод)
- 8 Вокзал — ул. Заиковская — площ. Восстания — Завод ХЭМЗ
- 9 Вокзал — площ. Розы Люксембург — площ. Восстания — Завод ХЭМЗ
- 10 Госпром — ул. Клочковская — пер. Марьинский — ул. Заиковская — площ. Восстания — ул. Пушкинская — Госпром (кольцевой в двух направлениях)
- 11 Вокзал — ул. Пушкинская — Горпарк
- 12 Холодная Гора — ул. Чеботарская — ул. Клочковская — Госпром — Померки (Авиазавод)
- 13 Павловка — ул. Клочковская — ул. Нетеченская — ул. Плехановская — Завод ХЭМЗ
- 14 Вокзал — ул. Свердлова — ул. Нетеченская — ул. Плехановская — Завод ХЭМЗ
- 15 Кузинский мост (возле ул. Котлова в направлении ул. Муранова — бывшей ул. Кладбищенской) — ул. Грековская — Новоселовка
- 16 Ивановка — ул. Нетеченская — ул. Плехановская — Завод ХЭМЗ
- 17 Вокзал — ул. Клочковская — Госпром — ул. Пушкинская — площ. Восстания — Завод ХЭМЗ
- 18 Завод ХЭМЗ — ХТЗ
- 19 Холодная Гора — ул. Пушкинская — Померки (Авиазавод)

### Маршруты на 1 января 1945 года
- 1 Ивановка — ул. Красноармейская — Вокзал
- 9 Вокзал — площ. Восстания — ХТЗ (а также 4 вагона «Вокзал — площ. Восстания — Южмонтажстрой»)
- 11 Вокзал — ул. Пушкинская — ЦПКиО (парк им. Горького)
- 20 ЦПКиО — ул. Пушкинская — площ. Восстания — Южмонтажстрой
- А Госпром — ул. Клочковская — площ. Розы Люксембург — ул. Пушкинская — Госпром

13 января 1945 года маршрут № 9 сокращён от ХТЗ до Южмонтажстроя: «Вокзал — площ. Восстания — Южмонтажстрой», возобновлён маршрут № 18 «Велозавод — ХТЗ», пущен короткий маршрут № 6 «Вокзал — площ. Восстания — Велозавод».
1 июня 1945 года маршрут № 20 сокращён до ХЭМЗ: «ЦПКиО — ул. Пушкинская — площ. Восстания — ХЭМЗ».
17 июня 1945 года восстановлена линия «спуск Пассионарии — Павловка» по ул. Клочковской, пущен маршрут № 13 «Павловка — площ. Восстания — Велозавод».
22 июля 1945 года восстановлен линия «площ. Розы Люксембург — ДК „Металлист“» по ул. Университетской, площ. Урицкого, ул. Нетеченской, ул. Змиевской, ул. Плехановской, сюда перенаправлен маршрут № 13 «Павловка — ул. Нетеченская — ДК „Металлист“».
1 ноября 1945 года маршрут № 9 вновь продлён от Южмонтажстроя до ХТЗ «Вокзал — площ. Восстания — ХТЗ».
3 февраля 1946 года восстановлена линия «ул. Университетская — Новосёловка» по пер. Мясному, ул. Марьинской, ул. Октябрьской Революции (довоенный мост по ул. Марьинской не восстанавливался), пущен маршрут № 4 «Новосёловка — площ. Розы Люксембург — площ. Восстания — Южмонтажстрой».
7 февраля 1946 года восстановлена линия «ЦПКиО — Померки (Лесопарк)» по Белгородскому шоссе, пущен маршрут № 22 «ЦПКиО — Померки (Лесопарк)».
25 апреля 1946 года восстановлена линия «ул. Клочковская — ул. Котлова» по Бурсацкому мосту и Лосевскому пер., пущен маршрут № 16 «Ивановка — ул. Клочковская — площ. Восстания — Южмонтажстрой (Новые дома)», а 20 июня был сокращён до Южмонтажстрой (Первый круг).
7 ноября 1946 года восстановлена линия по Пискуновскому пер., Рогатинскому мосту и Рогатинскому пер. до ул. Клочковской, пущен маршрут № 12 «Вокзал — ул. Чеботарская — Госпром — ЦПКиО».
10 августа 1947 года восстановлена линия «ул. Плехановская — пос. Артёма» по ул. Юмтовской (сейчас — ул. Морозова), пущен маршрут № 5 «ЦПКиО — площ. Восстания — пос. Артёма».
23 августа 1947 года восстановлена линия «Померки (Лесопарк) — Даниловка», пущен маршрут № 8 «Померки (Лесопарк) — Даниловка».
18 декабря 1947 года восстановлена линия «ул. Нетеченская — ул. Октябрьской Революции» по ул. Грековской и ул. Заиковской, пущен маршрут № 3 «Вокзал — площ. Розы Люксембург — ул. Заиковская — площ. Розы Люксембург — Вокзал» (кольцевой).

### Маршруты на 1 января 1948 года
- 1 Вокзал — Ивановка
- 3 Вокзал — площ. Розы Люксембург — ул. Заиковская — площ. Розы Люксембург — Вокзал (кольцевой)
- 4 Новосёловка — площ. Восстания — Южмонтажстрой
- 5 ЦПКиО — площ. Восстания — пос. Артёма
- 6 Вокзал — площ. Восстания — Велозавод
- 8 Померки (Лесопарк) — Даниловка
- 9 Вокзал — площ. Восстания — ХТЗ
- 11 Вокзал — ул. Пушкинская — ЦПКиО
- 12 Вокзал — ул. Чеботарская — Госпром — ЦПКиО
- 13 Павловка — ул. Нетеченская — ДК «Металлист»
- 16 Ивановка — ул. Клочковская — площ. Восстания — Южмонтажстрой
- 18 Велозавод — ХТЗ
- 20 ЦПКиО — ул. Пушкинская — площ. Восстания — Велозавод
- 22 ЦПКиО — Померки (Лесопарк)
- А Госпром — ул. Клочковская — площ. Розы Люксембург — ул. Пушкинская — Госпром

25 января 1948 года изменён маршрут № 3: «Вокзал — Центр — ул. Октябрьской Революции (назад — ул. Грековская) — Новоселовка».
23 апреля 1948 года открыт мост по ул. Свердлова через железную дорогу.
25 апреля 1948 года пущен маршрут № 7 «Новоселовка — ЦПКиО», позже (после капитального ремонта линии на Померки) — «Новосёловка — Померки».
27 апреля 1948 года восстановлена линия «ул. Красноармейская — Холодная Гора» по ул. Свердлова (сейчас — ул. Полтавский Шлях), а уже 1 мая 1948 года на Холодную Гору продлены маршруты № 3 «Холодная Гора — Центр — ул. Октябрьской Революции (назад — ул. Грековская) — Новоселовка» и № 6 «Холодная гора — Велозавод».
10 мая 1948 год пущен маршрут № 14 «Вокзал — ул. Университетская — площ. Урицкого — ул. Плехановская — Клуб „Металлист“».
12 августа 1948 года восстановлен Балашовский путепровод и линия «ДК „Металлист“ — ул. Красный Луч», а уже 22 августа 1948 года по путепроводу от ДК «Металлист» продлены маршруты № 13 «Павловка — ул. Нетеченская — ул. Плехановская — Южмонтажстрой» и № 14 «Вокзал — ул. Университетская — площ. Урицкого — ул. Плехановская — пос. Артёма», а также изменено движение маршрутов:
- 3 Холодная Гора — Центр — ул. Грековская (в оба направления) — Новоселовка
- 5 ЦПКиО — площ. Восстания — ул. Плехановская — пос. Артёма
- 20 ЦПКиО — ул. Пушкинская — площ. Восстания — Южмонтажстрой (Новые дома)

В 1949 году маршрут № 20 продлён от Южмонтажстроя (Новые дома) до ХТЗ «ЦПКиО — ул. Пушкинская — площ. Восстания — ХТЗ».
29 апреля 1949 года пущен маршрут № 17 «Вокзал — ул. Клочковская — Госпром — ЦПКиО».

### Маршруты в 1971 году
В Харькове в 1971 году были все, без пропусков, трамвайные маршруты от № 1 до № 26, а также маршрут А.
- 1 Вокзал — Ивановка
- 2 пос. Монтажник — ул. Грековская — площ. Восстания — 602-й микрорайон
- 3 Холодная Гора — ул. Маршала Конева — Новожаново
- 4 Новосёловка — ул. Первой Конной Армии — площ. Восстания — Южмонтажстрой
- 5 ЦПКиО — площ. Восстания — ул. Плехановская — просп. Гагарина
- 6 Холодная гора — площ. Восстания — Велозавод
- 7 Новоселовка — ул. Маршала Конева — Лесопарк
- 8 603-й микрорайон — ул. Плехановская — Велозавод — 603-й микрорайон (кольцевой)
- 9 Вокзал — площ. Восстания — Плиточный завод
- 10 Госпром — ул. Клочковская — Вокзал — ул. Маршала Конева — ул. Первой Конной Армии — площ. Восстания — ул. Веринская — ул. Веснина — Госпром (кольцевой в оба направления)
- 11 Вокзал — ул. Пушкинская — ЦПКиО
- 12 Залютино — ул. Чеботарская — Госпром — Лесопарк
- 13 пос. Монтажник — ул. Нетеченская — ул. Плехановская — пос. Артёма
- 14 Вокзал — ул. Маршала Конева — ул. Первой Конной Армии — ул. Плехановская — пос. Герцена
- 15 пос. Монтажник — ул. Клочковская — Харьковский мост — Гидропарк
- 16 Ивановка — ул. Клочковская — ул. Нетеченская — ул. Плехановская — Южмонтажстрой
- 17 Вокзал — ул. Клочковская — Госпром — ЦПКиО
- 18 Гигант — площ. Восстания — Плиточный завод
- 19 Залютино — ул. Маршала Конева — ул. Первой Конной Армии — ул. Плехановская — Южмонтажстрой (Новые дома)
- 20 ЦПКиО — ул. Пушкинская — площ. Восстания — ХТЗ
- 21 просп. Гагарина — Южмонтажстрой (Новые дома)
- 22 Лесопарк — ул. Веснина — ул. Веринская — 602-й микрорайон
- 23 602-й микрорайон — ХЭМЗ — ХТЗ (станция Лосево)
- 24 603-й микрорайон — площ. Восстания — Ивановка
- 25 Вокзал — ул. Клочковская — пос. Монтажник
- 26 ЦПКиО — 15-я больница (ул. Матюшенко) — Салтовское шоссе — просп. Тракторостроителей — Плиточный завод
- А Госпром — ул. Клочковская — площ. Розы Люксембург — ул. Пушкинская — Госпром (кольцевой в оба направления)

### Маршруты на 1 января 1975 года
- 1 Вокзал — Ивановка
- 2 пос. Монтажник — ул. Первой Конной Армии — площ. Восстания — 602-й микрорайон
- 3 Холодная Гора — Новожаново
- 4 Новосёловка — ул. Первой Конной Армии — площ. Восстания — Южмонтажстрой
- 5 ЦПКиО — ул. Петровского — площ. Восстания — ул. Плехановская — просп. Гагарина
- 6 Холодная гора — площ. Восстания — Южмонтажстрой (Новые дома)
- 7 Новоселовка — ул. Маршала Конева — ул. Пушкинская — ул. Веснина — Лесопарк
- 8 станция Л. Толстого — Салтовское шоссе — просп. Гагарина
- 9 Вокзал — площ. Восстания — Плиточный завод
- 10 Госпром — ул. Клочковская — Вокзал — ул. Первой Конной Армии — площ. Восстания — 15-я больница — Госпром (кольцевой в оба направления)
- 11 Вокзал — ул. Пушкинская — ул. Петровского — ЦПКиО
- 12 Залютино — ул. Чеботарская — Госпром — Лесопарк
- 13 пос. Монтажник — ул. Нетеченская — пос. Артёма
- 14 Вокзал — ул. Маршала Конева — ул. Первой Конной Армии — пос. Герцена
- 15 пос. Монтажник — ул. Клочковская — ул. Шевченко — Гидропарк
- 16 Ивановка — ул. Клочковская — ул. Нетеченская — ул. Плехановская — Южмонтажстрой
- 17 Вокзал — ул. Клочковская — Госпром — ЦПКиО
- 18 Вокзал — ул. Клочковская — Госпром — 15-я больница — ул. Героев Труда — станция Л. Толстого
- 19 Залютино — ул. Маршала Конева — ул. Первой Конной Армии — ул. Плехановская — Южмонтажстрой (Новые дома)
- 20 ЦПКиО — ул. Веснина — ул. Пушкинская — площ. Восстания — ХТЗ
- 21 просп. Гагарина — Южмонтажстрой (Новые дома)
- 22 Лесопарк — 15-я больница — 602-й микрорайон
- 23 станция Л. Толстого — просп. Тракторостроителей — Плиточный завод
- 24 603-й микрорайон — площ. Восстания — Ивановка
- 25 Вокзал — ул. Клочковская — пос. Монтажник
- 26 ЦПКиО — 15-я больница — Салтовское шоссе — Плиточный завод
- 27 станция Л. Толстого — ул. Героев Труда — площ. Восстания — ул. Грековская — Новосёловка
- 28 станция Л. Толстого — просп. Тракторостроителей — Салтовское шоссе — 15-я больница — ЦПКиО
- 29 602-й микрорайон — Салтовское шоссе — площ. Восстания — ул. Грековская — ул. Первой Конной Армии — площ. Восстания — 602-й микрорайон
- 30 станция Л. Толстого — ул. Героев Труда — 15-я больница — ул. Пушкинская — Вокзал
- 31 Гидропарк — 15-я больница — ул. Героев Труда — станция Л. Толстого
- А Госпром — ул. Клочковская — площ. Розы Люксембург — ул. Пушкинская — Госпром (кольцевой в оба направления)

В 1975 года закрыт маршрут № 13 «пос. Монтажник — ул. Нетеченская — пос. Артёма».
23 августа 1975 года пущен новый маршрут № 32 «станция Л. Толстого — Салтовское шоссе — площ. Восстания — ул. Первой Конной Армии — Новожаново».
9 октября 1975 года изменено движение маршрутов:
- 6 Холодная гора — площ. Восстания — 602-й микрорайон
- 8 станция Л. Толстого — Салтовское шоссе — площ. Восстания — ул. Плехановская — просп. Гагарина
- 14 Вокзал — ул. Маршала Конева — ул. Первой Конной Армии — площ. Восстания — пос. Герцена (возвращён на ул. Плехановскую уже 20 ноября)
- 21 ул. Юмтовская (ул. Морозова) — Южмонтажстрой (Новые дома) (возвращён до просп. Гагарина уже 20 ноября)

30 декабря 1975 года изменён маршрут № 6 сокращён от Холодной Горы до Вокзала: «Вокзал — площ. Восстания — 602-й микрорайон».
18 августа 1976 года в связи с открытием метро закрыта линия «ул. Грековская — ул. Кирова» по ул. Нетеченской, просп. Гагарина и ул. Плехановской, маршрут № 16 изменён «Ивановка — ул. Клочковская — ул. Грековская — ул. Первой Конной Армии — ул. Плехановская — Южмонтажстрой (Новые дома)». Закрыт маршрут № 29.
10 августа 1977 года начато строительство крупнейшего в УССР Салтовского трамвайного депо (окончено в 1982 году).
12 августа (по другим данным[каким?][откуда?], 23 августа) 1978 года закрыто маршрутное движение по ул. Красный Луч, «Московский просп. — ул. Плехановская» по ул. Морозова, «ул. Морозова — Московский просп.» по ул. Плехановской, закрыты маршруты № А, № 9, № 19, № 21. Изменены маршруты:о в будни)
Тогда же (12 августа 1978 года) пущены новые маршруты:
- 13 пос. Монтажник — Бурсацкий мост — Центральный рынок — Рогатинский въезд — пос. Монтажник (кольцевой)
- 29 602-й микрорайон — просп. Тракторостроителей — Плиточный завод

22 декабря 1978 года закрыт маршрут № 10, а также пущены новые маршруты:
- 16 (изменён) Ивановка — ул. Грековская — площ. Восстания — Ивановка (кольцевой)
- 19 Ивановка — площ. Восстания — ул. Грековская — Ивановка (кольцевой)

В 1979 году пущен новый маршрут № 10 «станция Л. Толстого — ул. Героев Труда — площ. Восстания — ул. Плехановская — просп. Гагарина», а маршрут № 17 продлён от ЦПКиО до Лесопарка: «Центральный рынок — ул. Клочковская — Госпром — Лесопарк».
19 марта 1979 года демонтировано оборотное кольцо «603-й микрорайон», маршрут № 24 перенесен на 602-й микрорайон «602-й микрорайон — площ. Восстания — Ивановка».
2 мая 1979 года изменён маршрут № 28 «602-й микрорайон — просп. Тракторостроителей — ХТЗ (станция Лосево)».
В октябре 1979 года закрыто разворотное кольцо «Холодная Гора», маршрут № 3 продлён до Залютино «Залютино — Новожаново».
20 ноября 1979 года продлён от Центрального рынка до Ивановки маршрут № 13 «пос. Монтажник — Бурсацкий мост — Ивановка — Рогатинский въезд — пос. Монтажник» (кольцевой).

### Маршруты на 1 января 1980 года
- 1 Вокзал — Ивановка
- 2 пос. Монтажник — ул. Первой Конной Армии — площ. Восстания — 602-й микрорайон
- 3 Залютино — Новожаново
- 4 Новосёловка — ул. Первой Конной Армии — площ. Восстания — Южмонтажстрой
- 5 ЦПКиО — ул. Петровского — площ. Восстания — ул. Плехановская — просп. Гагарина
- 6 Вокзал — площ. Восстания — 602-й микрорайон
- 7 Новоселовка — ул. Маршала Конева — ул. Пушкинская — ул. Веснина — Лесопарк
- 8 станция Л. Толстого — Салтовское шоссе — площ. Восстания — ул. Плехановская — просп. Гагарина
- 10 станция Л. Толстого — ул. Героев Труда — площ. Восстания — ул. Плехановская — просп. Гагарина
- 11 Вокзал — ул. Пушкинская — ул. Петровского — ЦПКиО
- 12 Залютино — Вокзал — ул. Чеботарская — Госпром — Лесопарк
- 13 пос. Монтажник — Бурсацкий мост — Ивановка — Рогатинский въезд — пос. Монтажник (кольцевой)
- 14 Вокзал — ул. Маршала Конева — ул. Первой Конной Армии — пос. Герцена
- 15 пос. Монтажник — ул. Клочковская — ул. Шевченко — Гидропарк
- 16 Ивановка — ул. Грековская — площ. Восстания — Ивановка (кольцевой)
- 17 Центральный рынок — ул. Клочковская — Госпром — Лесопарк
- 18 Вокзал — ул. Клочковская — Госпром — 15-я больница — ул. Героев Труда — станция Л. Толстого
- 19 Ивановка — площ. Восстания — ул. Грековская — Ивановка (кольцевой)
- 20 ЦПКиО — ул. Веснина — ул. Пушкинская — площ. Восстания — ХТЗ
- 22 Лесопарк — 15-я больница — 602-й микрорайон
- 23 станция Л. Толстого — просп. Тракторостроителей — Плиточный завод
- 24 602-й микрорайон — площ. Восстания — Ивановка
- 25 Вокзал — ул. Клочковская — пос. Монтажник
- 26 ЦПКиО — 15-я больница — Салтовское шоссе — Плиточный завод
- 27 станция Л. Толстого — ул. Героев Труда — площ. Восстания — ул. Грековская — Новосёловка
- 28 602-й микрорайон — просп. Тракторостроителей — ХТЗ (станция Лосево)
- 29 602-й микрорайон — просп. Тракторостроителей — Плиточный завод
- 30 станция Л. Толстого — ул. Героев Труда — 15-я больница — ул. Пушкинская — Вокзал
- 31 Гидропарк — 15-я больница — ул. Героев Труда — станция Л. Толстого
- 32 станция Л. Толстого — Салтовское шоссе — площ. Восстания — ул. Первой Конной Армии — Новожаново

В 1980 году закрыты маршруты № 16 и № 19.
1 января 1981 года закрыта линия по Лосевскому путепроводу (демонтирована в 1988 году), закрыт маршрут № 20 «ЦПКиО — ул. Веснина — ул. Пушкинская — площ. Восстания — ХТЗ».
8 мая — 1 сентября 1982 года временно пущен новый маршрут № 9 «Вокзал — Госпром — ЦПКиО».
19 июня 1982 года сокращён от Лесопарка до ЦПКиО маршрут № 17 «Центральный рынок — ул. Клочковская — Госпром — ЦПКиО».
23 августа 1982 года введена новая линия «Гидропарк — ул. Академика Павлова» по ул. Шевченко и ул. Героев Труда, изменён маршрут № 26 «ЦПКиО — 15-я больница — Гидропарк — ул. Героев Труда — просп. Тракторостроителей — Плиточный завод», пущен новый маршрут (29 декабря 1982 года присвоен № 33) «станция Л. Толстого — ул. Героев Труда — Гидропарк — ЦПКиО».
6 ноября 1982 года открыто Салтовское депо.
25 ноябр] 1982 года — 30 апреля 1983 года в связи с ремонтом линии по ул. Шевченко маршрут № 15 временно сокращён: «пос. Монтажник — ул. Клочковская — Центральный рынок».
1 февраля 1983 года закрыты маршруты № 31 и № 32.
30 апреля 1983 года введена вторая колея на линии «Московский просп. — ул. Матюшенко» по ул. Шевченко, восстановлен в прежнем виде маршрут № 15.
1 июня — 1 сентября 1983 года работал летний маршрут выходного дня № 9 «Вокзал — Госпром — ЦПКиО».
22 августа 1983 года введена новая линия «ул. Клочковская — просп. Победы» по просп. Победы, пущен новый маршрут № 20 «Вокзал — ул. Чеботарская — ул. Клочковская — просп. Победы».
1 октября 1983 года маршрут № 15 продлён: «просп. Победы — ул. Клочковская — ул. Шевченко — Гидропарк».
8 декабря 1983 года маршрут № 13 продлён: «просп. Победы — ул. Клочковская — Бурсацкий мост — Ивановка».
В 1984 году закрыт маршрут № 1 ""Вокзал — Ивановка, а маршрут № 17 изменён: «Лесопарк — Госпром — Бурсацкий мост — Ивановка».
10 февраля 1984 года маршрут № 4 перенесен с Новосёловки на Новожаново: «Новожаново — ул. Первой Конной Армии — площ. Восстания — Южмонтажстрой (Новые дома)».
12 августа 1984 года в связи с открытием метро закрыт маршрут № 10, изменён маршрут № 30 «станция Л. Толстого — ул. Героев Труда — ул. Академика Павлова — площ. Восстания — Вокзал», пущены новые маршруты:
- 16 станция Л. Толстого — ул. Героев Труда — 15-я больница — Гидропарк
- 19 Залютино — Ивановка
- 21 Лесопарк — ул. Веснина — ул. Пушкинская — ул. Петровского — Лесопарк (кольцевой).

В декабре 1984 года закрыты маршруты № 21 и № 33.
19 декабря 1984 года изменён маршрут № 25 «Центральный рынок — ул. Клочковская — просп. Победы».

### Маршруты на 1 января 2010 года.
- 1 Вокзал — Ивановка
- 3 Залютино — Новожаново
- 5 просп. Гагарина — ул. Плехановская — площ. Восстания — Вокзал
- 6 Вокзал — площ. Восстания — 602-й микрорайон
- 7 Новосёловка — ул. Первой Конной Армии — ул. Грековская — Рогатинский проезд — ул. Клочковская — просп. Победы
- 8 602-й микрорайон — Салтовское шоссе — площ. Восстания — ул. Плехановская — просп. Гагарина
- 9 Вокзал — Новосёловка
- 12 Новожаново — Южный вокзал — Центральний рынок — Госпром — Лесопарк
- 16 станция Салтовская — ул. Героев Труда — Гидропарк — 15-я больница — станция Салтовская
- 16а станция Салтовская — 15-я больница — Гидропарк — ул. Героев Труда — станция Салтовская
- 20 Южный вокзал — Центральний рынок — ул. Клочковская — просп. Победы
- 23 станция Салтовская — станция Юго-Восточная (Плиточный завод)
- 26 Городской парк — Гидропарк — ул. Героев Труда — просп. Тракторостроителей — 602-й микрорайон
- 27 станция Салтовская — ул. Героев Труда — ул. Академика Павлова — площ. Восстания — ул. Грековская — Новосёловка
- 30 станция Салтовская — ул. Героев Труда — площ. Восстания — ул. Плехановская — просп. Гагарина

15 октября 2010 года продлён маршрут № 26 «ЦПКиО — Гидропарк — ул. Героев Труда — просп. Тракторостроителей — станция Юго-Восточная (Плиточный завод)».
23 ноября 2010 года закрыта линия «ул. Полтавский Шлях — Пискуновский пер.» по ул. Клочковской, Бурсацкому спуску, ул. Пискуновской, изменено движение маршрута № 7 (без изменения конечных): «Новосёловка — ул. Октябрьской революции — ул. Первой Конной Армии — ул. Грековская — Южный вокзал — Центральный рынок — ул. Клочковская — просп. Победы».
8 августа 2013 года начаты работы по восстановлению технической возможности организации движения по конечной станции «Малая Даниловка» («Монтажник»).
14 августа 2013 года открыто движение и оборот вагонов маршрута 20 по конечной станции «Малая Даниловка», в связи с прекращением движения трамваев по проспекту Победы на период строительства станции метро на перекрестке проспектов Победы и Людвига Свободы.
2013—2014 годы: организован ввод в эксплуатацию трамвайных вагонов Т3А, поставленных из Риги.
сентябрь 2013 — июнь 2014: движение трамваев по улице Академика Павлова на участке от улицы Героев Труда до пер. Салтовского прекращено в связи с сооружением подземного перехода на перекрестке улиц Героев Труда и Академика Павлова, маршрут 27 следует через Гидропарк, маршрут 16а не курсирует.
август 2015: прорабатывается возможность сооружения съездов трамвайной линии по улице Клочковской к Новому мосту (со стороны Центра) для организации оборота трамваев маршрутов 5 и 6 на период реконструкции конечной станции «Южный вокзал». Предполагается, что на период реконструкции маршрут 20 будет укорочен до Центрального рынка, а маршрут 7 изменен до вида: Пр. Победы-Новый мост-Южный вокзал-Новоселовка.
октябрь 2015: завершен первый этап реконструкции путей по пл. Конституции и Павловской, маршруты 5 и 6 пущены по обычной трассе. Второй этап (реконструкция треугольника по пл. Павловской) намечен на весну 2016 года.

### Вторжение России на Украину

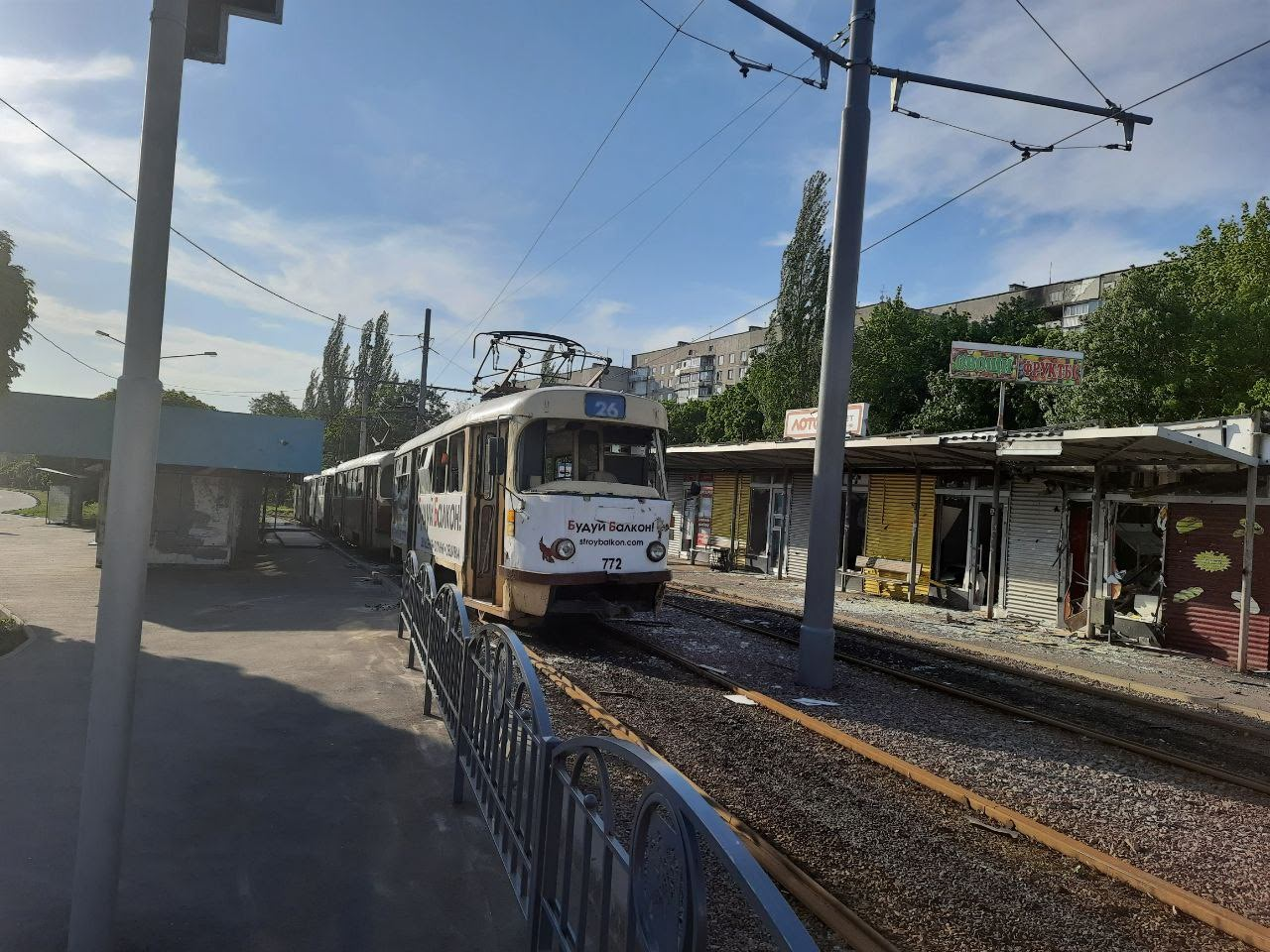
Оставлен трамвай 26 маршрута после обстрела со стороны России на Салтовке. Май 2022 года

Российско-украинская война (с 2014), Бои за Харьков (2022)
4 мая 2022 директор департамента информации и связей с общественностью мэра Юрий Сидоренко сообщил, что в Харькове обстрелами российских оккупантов уничтожены все подстанции, которые обеспечивали работу трамваев и поврежден весь подвижной состав, большинство из которых восстановлению не подлежит. Кроме того, Салтовское трамвайное депо, одно из крупнейших в Европе, в окрестностях Харькова стало мишенью российских военных с первых дней полномасштабного вторжения. По состоянию на середину июня 2022 года в результате российских обстрелов полностью уничтожено около 60 трамваев — почти половина из находившихся на предприятии. На некоторые из них при обстреле пала кровля — восстановлению они уже не подлежат. Еще 50 имеют повреждения разной степени.
Не уцелел и экскурсионный ретротрамвай, совершивший свой последний рейс 14 февраля. Тогда возил пассажиров ко Дню всех влюбленных. Ретровагон МТВ-82 был восстановлен в 2006 году к 100-летию открытия трамвайного движения в Харькове.
Повреждены также административное здание и цех по обслуживанию и ремонту трамваев.
Территория трамвайного депо еще подвергалась обстрелам, вражеские удары серьезно повредили электросети и систему водоснабжения[2].
31 декабря 2023 года возобновлено движение трамваев по маршруту №12.
С 25 января 2024 года в Харькове длительное время отключен трекинг транспортных средств в приложениях отслеживания. Передвижение городского транспорта прекращено из соображений безопасности и бесперебойного функционирования объектов критической инфраструктуры городского электротранспорта в условиях военного положения и предотвращения чрезвычайных ситуаций[3].
С 22 марта по 10 апреля 2024 года трамвайное движение не осуществлялось из-за ракетных обстрелов энергетической инфраструктуры.
С мая 2024 года были возобновлены ремонтные работы на трамвайной линии по проспекту Тракторостроителей, которая пришла в негодное состояние за длительное время, не находившееся в эксплуатации. В ремонтной нуждаются контактная линия, дорожное полотно и опоры электросети. По состоянию на июль 2024 года произведено менее половины запланированных работ.
20 августа 2024 года было возобновлено движение трамвая по проспекту Тракторостроителей по укороченному маршруту №23 (Салтовская—602-й микрорайон)
На 2025 год запланировано восстановление полноценного движения по проспекту Тракторостроителей, а также восстановление трамвайной линии в районе ХТЗ до разворотного круга «Юго-Восточное».

25 апреля 2025 года, возобновил работу трамвайный маршрут №5 ул. Одесская – просп. Байрона – ул. Морозова – ул. Георгия Тарасенко – ул. Молочная – м-н. Защитников Украины – просп. Героев Харькова – м-н. Конституции – м-н. Павловский – м-н. Сергеевский – ул. Полтавский Шлях – ул. Евгения Котляра – вокзал "Харьков-Пассажирский". После более чем трехлетнего перерыва, с февраля 2022 года, пятерка снова будет курсировать до вокзала. Туда этот маршрут перестал ездить в 2020 году (при COVID-19), когда его «обрезали» до парка Машиностроителей.

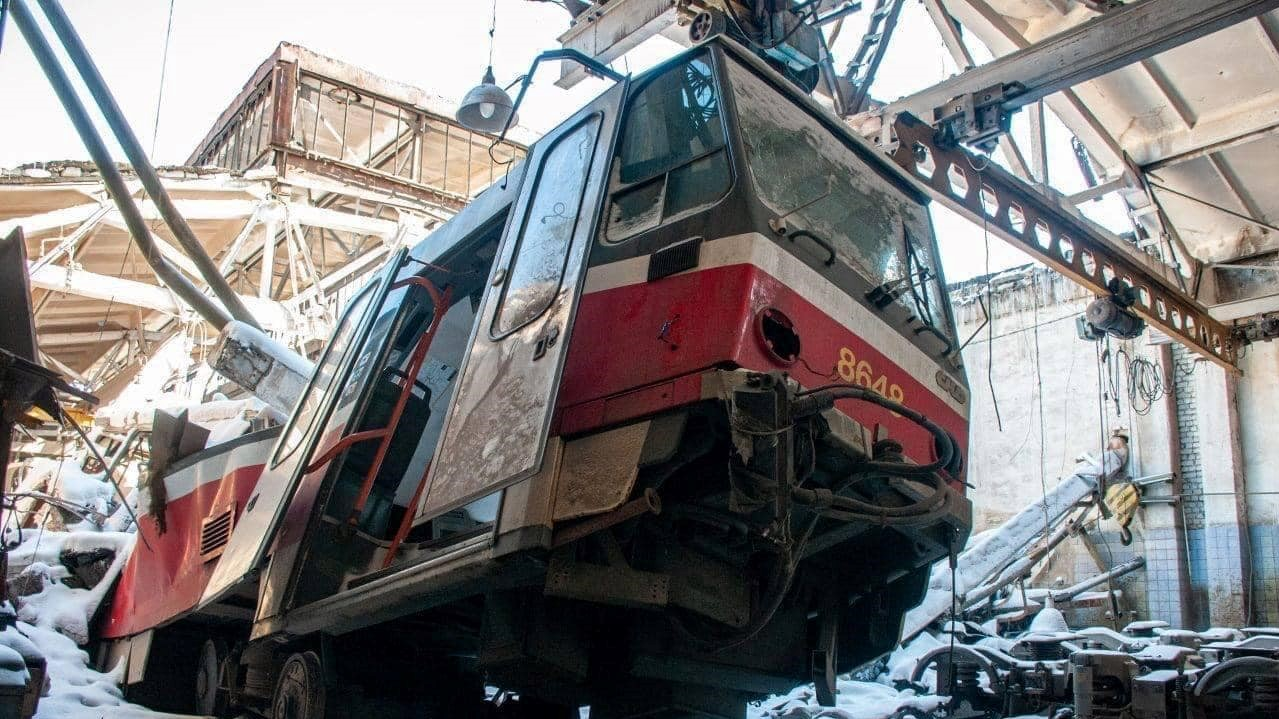
Разрушен трамай Tatra T6A5 в Салтовском депо после атаки россиян. 2022 г.

### Технические вагоны г. Харькова.
|                                                                 |                                                               |                        |                          |                        |
| Моторная грузовая платформа МГП-1 на базе Татры Т3, вид спереди | Моторная грузовая платформа МГП-1 на базе Татры Т3, вид сзади | Вагон ВТП-2, вид сбоку | Вагон ВТП-3, вид спереди | Вагон ВТП-3, вид сбоку |

### Ликвидированные маршруты
- А. Малое кольцо (в одном направлении): Центр — Благбаз — Госпром — ул. Маяковского — ул. Петровского — ул. Пушкинская — Центр. Исторический.

Открыт в 1935. Закрыт в августе 1978 года, по официальной формулировке «в связи с открытием второй очереди первой линии метро», хотя маршрут никак не был с ней связан.
- Р 603-й микрорайон. В 1971-м году маршрут был перенумерован в 27-й.
- № 2. Проспект Победы (Алексеевка) — Клочковская — Новый мост — Котлова — Лосевский пер. — Центральный рынок — Клочковская — Пролетарская пл. — Университетская — Грековская — Рыбасовский пер. — Первой Конной армии — Кирова — Пл. Восстания — Московский пр. — Академика Павлова — Салтовский пер. — Салтовское шоссе — 602 микрорайон (обратно через Пискуновский пер., Рогатинский проезд). Закрыт в 2009 в период оптимизации маршрутов.
- № 4. Новосёловка — Новые Дома. Впервые появился ещё в 1910 году. Проходил по ул. Пушкинской, позже продлен на Холодную Гору. После революции появился в другом районе города, связав рабочую окраину Новоселовку с заводами, расположенными вдоль нынешнего Московского проспекта. После войны ходил через центр до восстановления в 1952 году Северо-Донецкого путепровода по ул. Заиковской (1-й Конной Армии). С начала 60-х годов постоянной конечной на Московском проспекте стало кольцо «Новые Дома» в районе Лосевского путепровода. После открытия 2-й очереди 1-й линии метрополитена в 1978 году значение маршрута упало. Тем не менее, он оставался востребованным и работал до конца 90-х годов. Закрыт в 1999 году в связи со снятием рельсов на Московском проспекте между ЮМТом (Балашовка) и метро Индустриальная.
- № 9. Южный вокзал — Новосёловка. Закрыт в 2012 году.
- № 10. Салтовская — ул. Одесская. Закрыт в 1984 году в связи с открытием Салтовской линии.
- № 11. Южный вокзал — Парк им. Горького (через Полтавский Шлях и Пушкинскую; в 1997—2001 Южный вокзал — Лесопарк). Открыт в конце 20-х годов и с тех пор практически не менялся. Маршрут обслуживался Ленинским депо и считался образцово-показательным — на него всегда выпускали новейший подвижной состав в городе. С 1991 года постепенно увеличиваются интервалы вплоть до полной отмены в феврале 1994 года из-за нехватки водителей. В августе 1997 года восстановлен и продлен до Лесопарка. Окончательно отменен с 26 апреля 2001 года.
- № 13. Проспект Победы — Ивановка — Южный вокзал. Маршрут возник в начале 30-х годов и до начала 70-х связывал район Павловки (ул. Клочковская) с поселком Артема, проходя через Нетеченскую и Плехановскую. В начале 70-х отменен. В 1978 году появился в новом виде: Поселок «Монтажник» — Ивановка. С открытием линии на Алексеевку был продлен до проспекта Победы. В 1994 году был заменен 24-м маршрутом. Восстановлен в 2002 году в качестве маршрута выходного дня, в 2006 году снова отменен.
- № 14. Южный вокзал — проспект Гагарина (через Гончаровку, Леваду). Отменён в 2009 г.
- № 15. Проспект Победы — Гидропарк; до 2001 года ул. Новгородская — Гидропарк; в мае-июне 2005 года Проспект Победы — Парк Горького). Уникален — частично одноколейный.: Рельсы на ул. Шевченко сняты и маршрут закрыт в мае 2005. Исторический: с 1940-х годов.
- № 17. Южный вокзал — Парк Горького (через Госпром); затем Ивановка-Лесопарк.
- № 18. Южный вокзал — ул. Льва Толстого (через Госпром).
- № 19. Ивановка — Залютино. С 30-х годов ходил от Южного вокзала до Залютино по одноколейной линии. После укладки второго пути на Залютино на маршруте увеличили количество вагонов и продлили его до Новых Домов через Гончаровку, Заиковку и Плехановскую улицу. Закрыт в 1978 году после пуска 2-й очереди 1-й линии метрополитена. В 1984 году стал ходить от Залютино до Ивановки, при этом был упразднен 1-й маршрут. В 1993 году отменен в связи с нехваткой водителей в обслуживавшем его Ленинском депо, а 1-й маршрут восстановлен снова.
- № 21. Лесопарк — ст. м. «Пушкинская» Появился в 30-е годы, связав Южный вокзал с заводами через Заиковку. До войны был самым высоким номером в нумерации харьковских маршрутов. После войны долгое время отсутствовал и появился лишь в 50-е годы, связав поселок Герцена с Новыми Домами. Закрыт в 1978 году после пуска 2-й очереди 1-й линии метрополитена. В 1984 и 1996-97 годах под этим номером работал кольцевой маршрут Лесопарк — ул. Веснина — метро «Пушкинская» — ул. Петровского — Лесопарк.
- № 22. Лесопарк — Лесопарк — Белгородское шоссе — Сумская — Веснина — Матюшенко — Веринская — Академика Павлова — Салтовский пер. — Салтовское шоссе — 602 микрорайон. Закрыт в 2009 во время оптимизации маршрутов. В настоящее время (2011) осуществляются спецподачи по этому маршруту вагонов 26 маршрута — по два рейса утром и вечером.
- № 24. Ивановка — 602-й микрорайон; с 1994 по 1998 Ивановка-Проспект Победы. Один из немногих харьковских маршрутов, попавших в мировую литературу. О нём рассказывал Э. Лимонов в романе «Подросток Савенко».
- № 25. Южный вокзал (Ивановка) — садовый кооператив (посёлок) 'Монтажник'.
- № 28. Новожаново. Закрыт в 2018 году в связи с запуском правильного 27-го маршрута.
- № 29. 602-й м/р — Плиточный завод.. Работал в таком виде с конца 70-х до середины 90-х годов. Ранее (с 1971 по 1978 год) связывал 602-й микрорайон с центром города, был кольцевым и оборачивался через Московский проспект, Грековскую и 1-й Конной Армии. А с 90-х годов связывал ХТЗ и 602-й микрорайон.
- № 30. Салтовская — ул. Войкова. Ранее Салтовская (Льва Толстого) — Южный вокзал. Работал по выходным. Отменён в 2009 г.
- № 31. Гидропарк — Льва Толстого. (через 15-ю больницу). Открыт в 1974 году, после строительства второго пути по улице Шевченко от ул. Матюшенко до Гидропарка. Закрыт 1-го февраля 1983 года, подвижной состав передан на 27-й маршрут. В 1984 году маршрут восстановлен под номером 16.
- № 32. Новожаново — Льва Толстого. Маршрут открыт в 1975 году по настоятельным просьбам руководства завода им. Шевченко. От 27-го маршрута отличался тем, что проходил через Салтовское шоссе и проспект Тракторостроителей. Закрыт с 1-го февраля 1983 года, одновременно с 31-м, подвижной состав передан на 27-й маршрут.
- № 33. Льва Толстого — Парк им. Горького (через Гидропарк). Маршрут просуществовал всего два года — с декабря 1982-го по декабрь 1984-го.

## Подвижной состав

### Актуальный

#### Пассажирский
В 1977 году в Харьков поступили первые вагоны Tatra T3 и их модификации. В 1988 году поступили первые вагоны Tatra T6B5SU. В 2016 году поступили первые вагоны Tatra T6A5. Номинальное количество подвижного состава постепенно снижается.
ЧКД

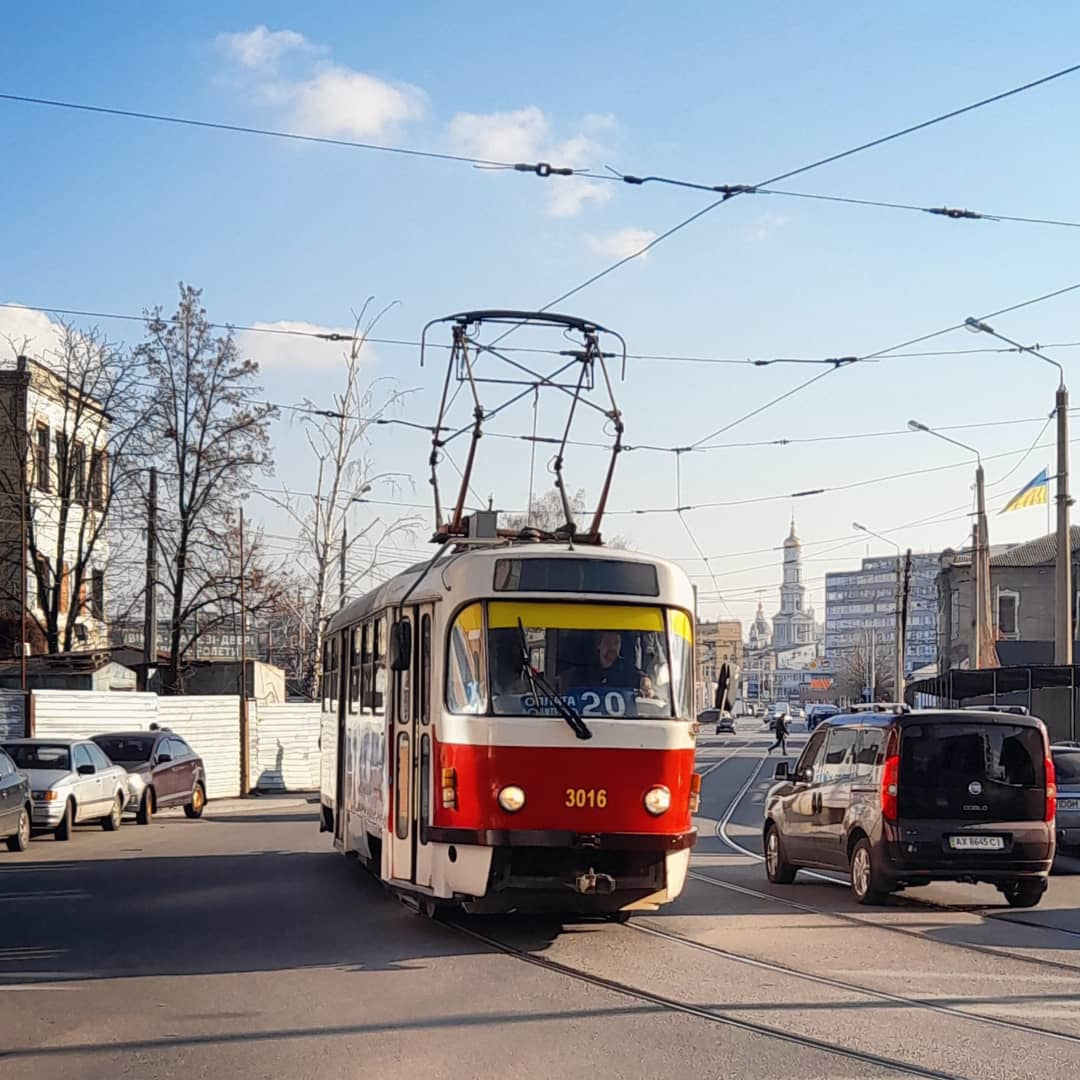
Tatra T3SUCS  (с 2011, 61 вагон)
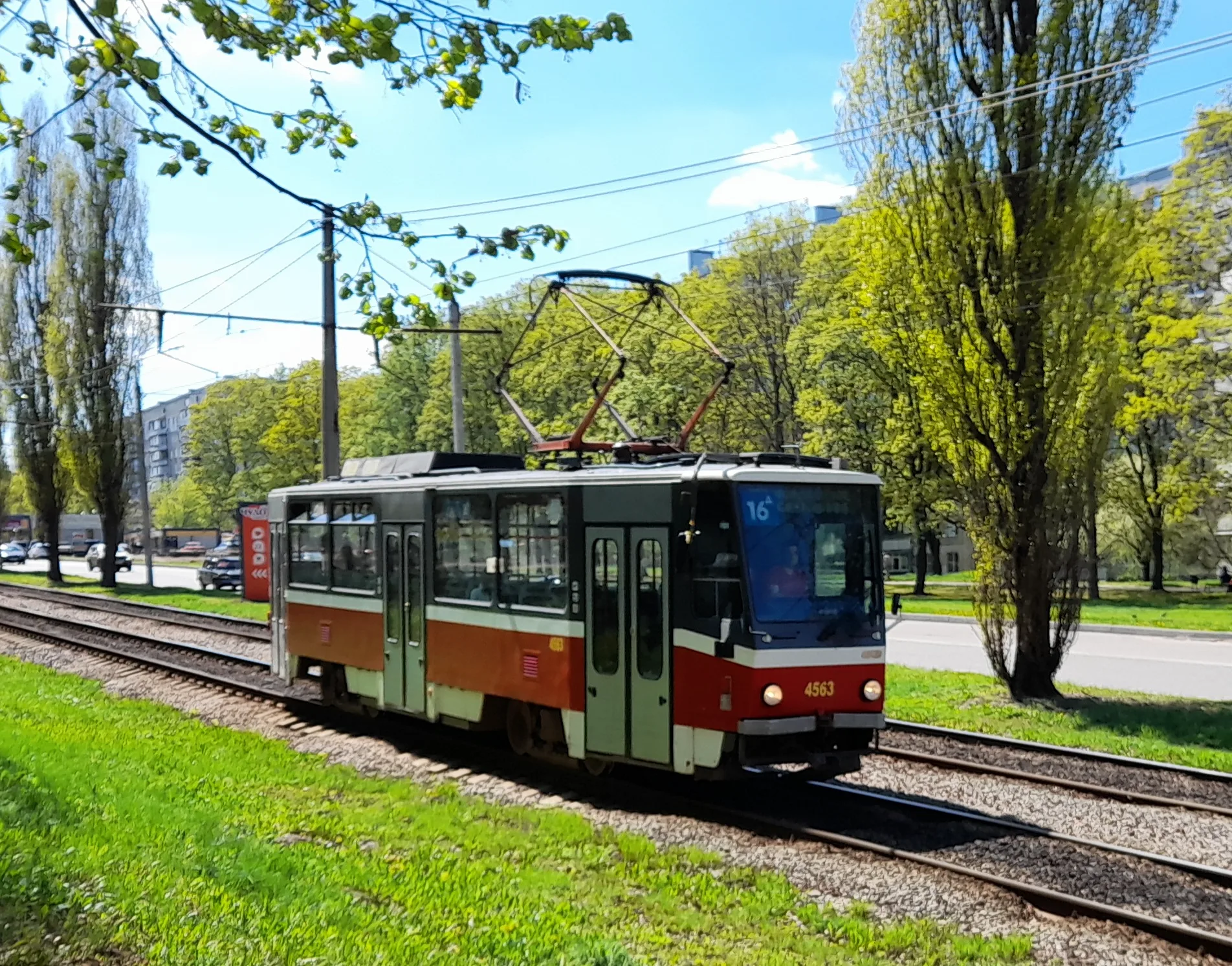
Tatra T6A5 (с 2016 25 вагонов)
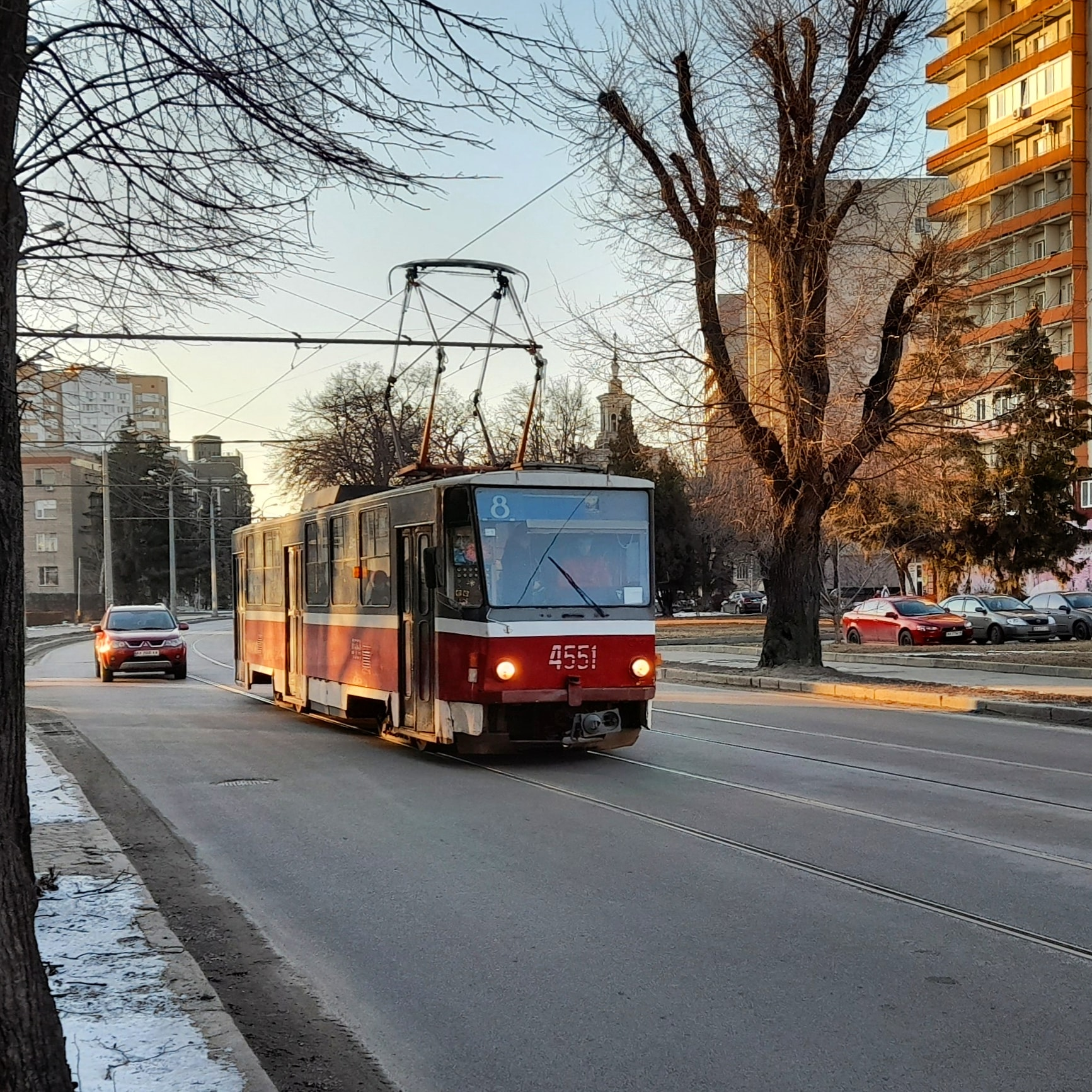
Tatra T6B5SU (с 1988, 22 вагона)
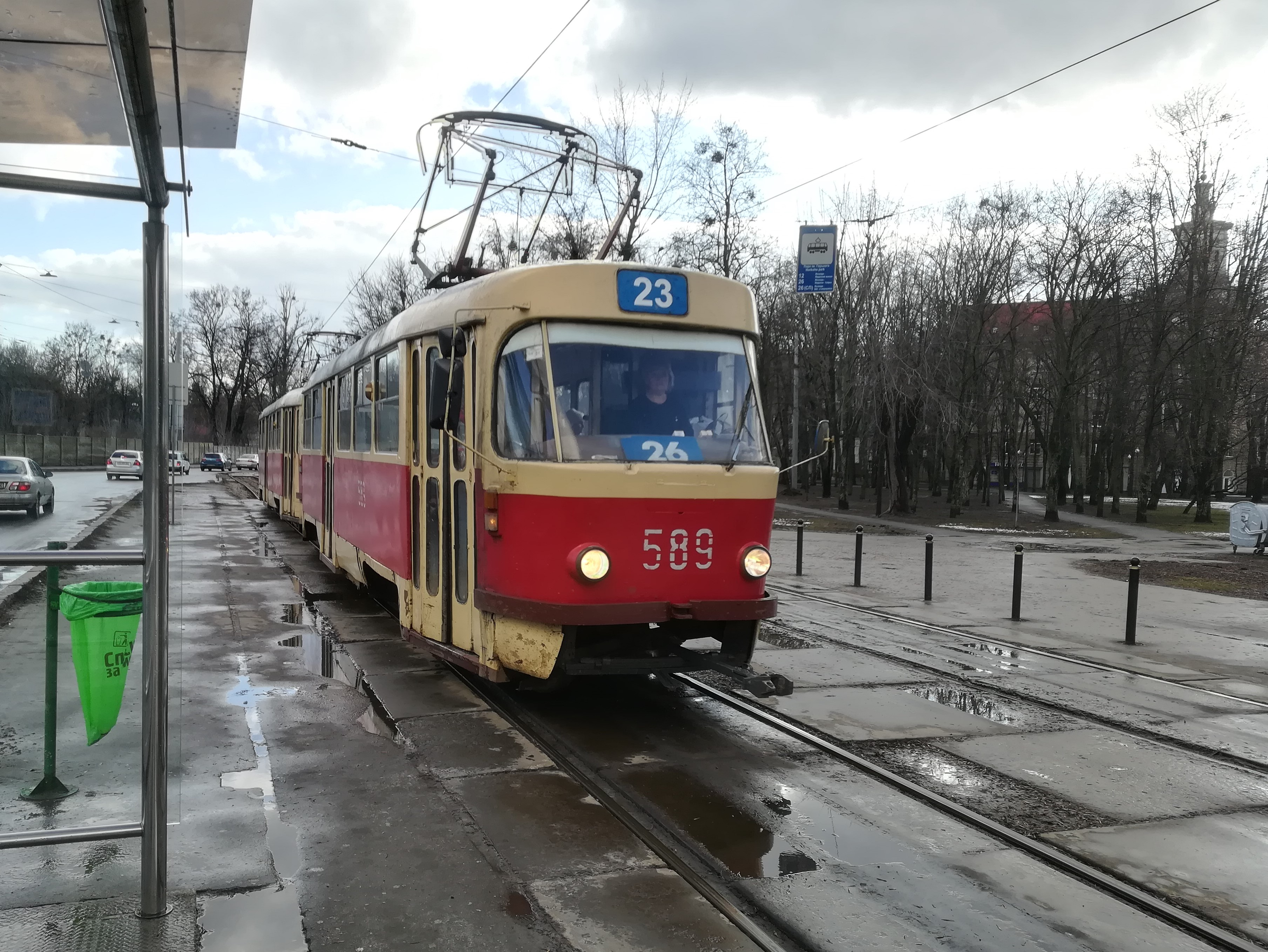
Tatra T3SU (с 1966, 89 вагонов)
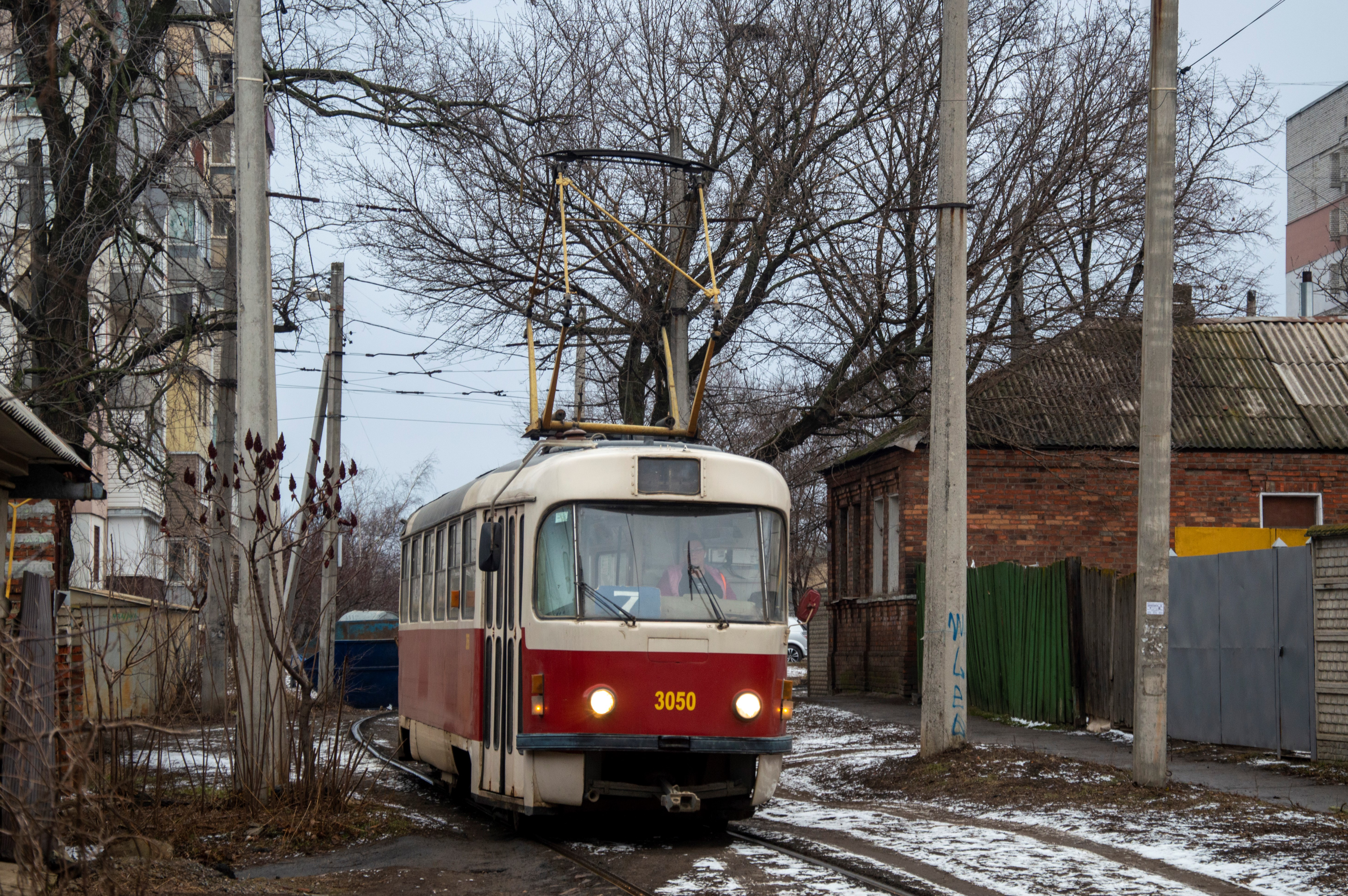
Tatra T3 (без модификации)(с 2012, 5 вагонов)
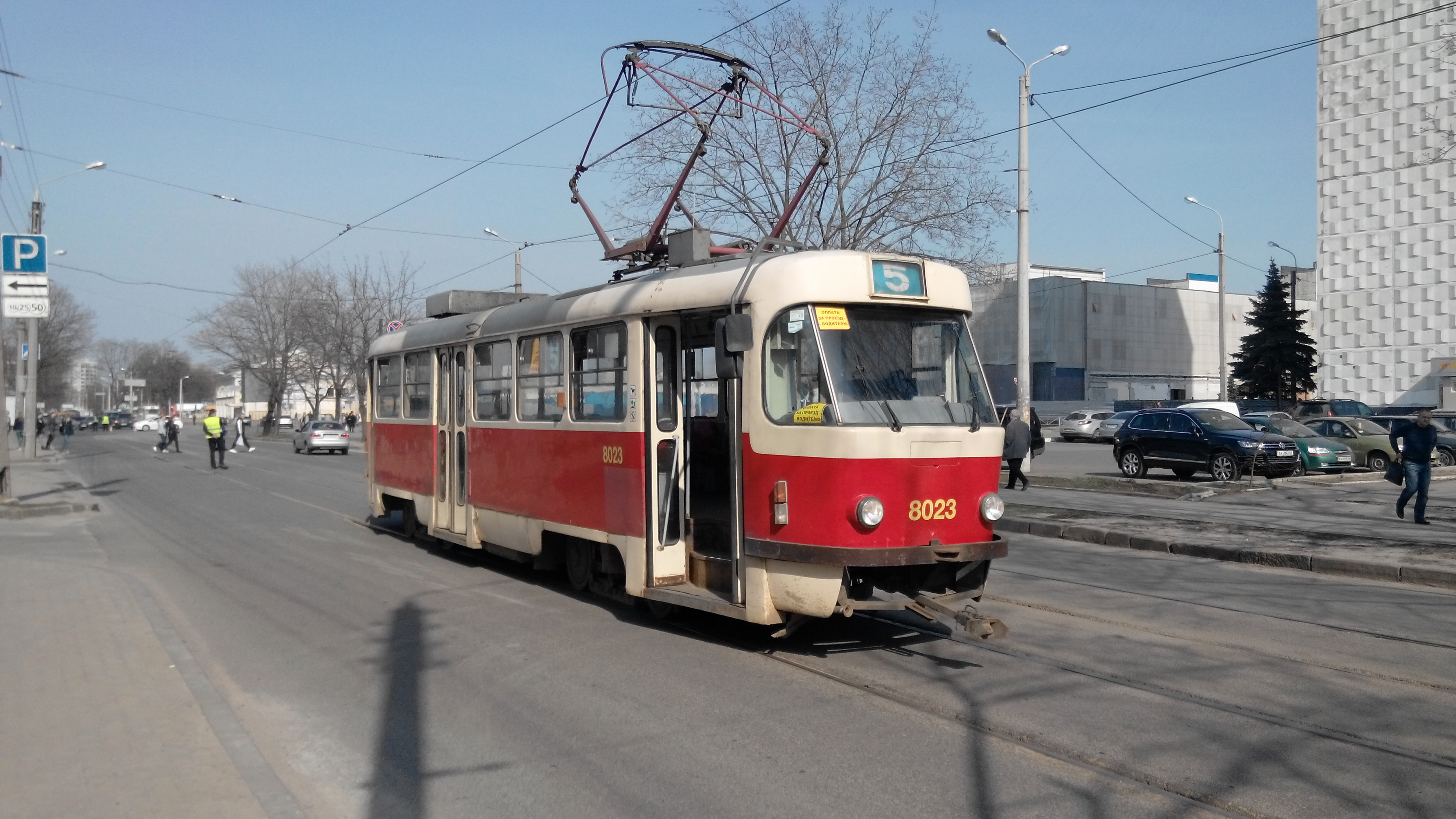
Tatra T3M (с 2011, 15 вагонов)

Рижский вагоностроительный завод

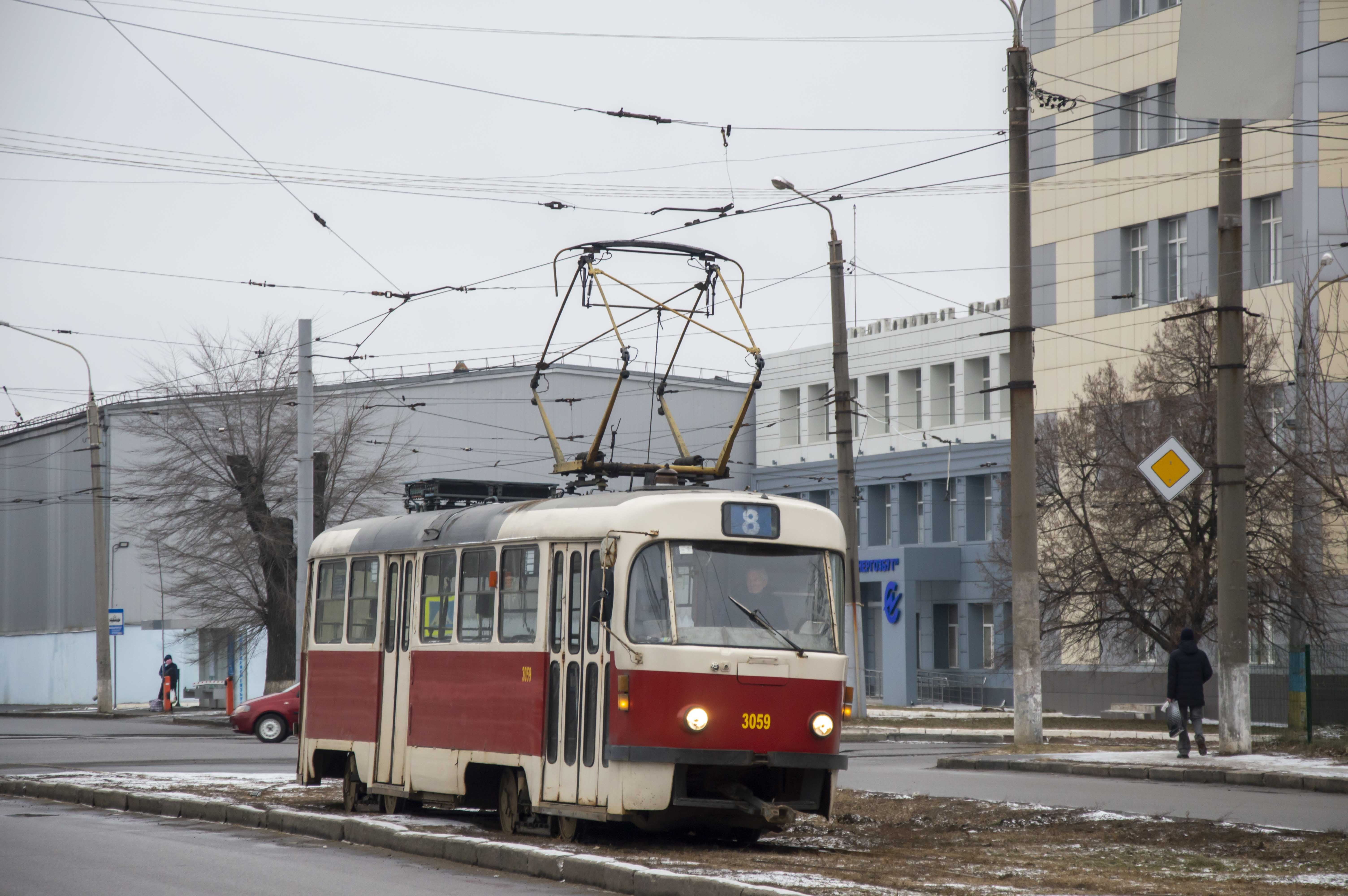
Tatra T3A (модернизированный Tatra T3) (с 2013, 30 вагонов)
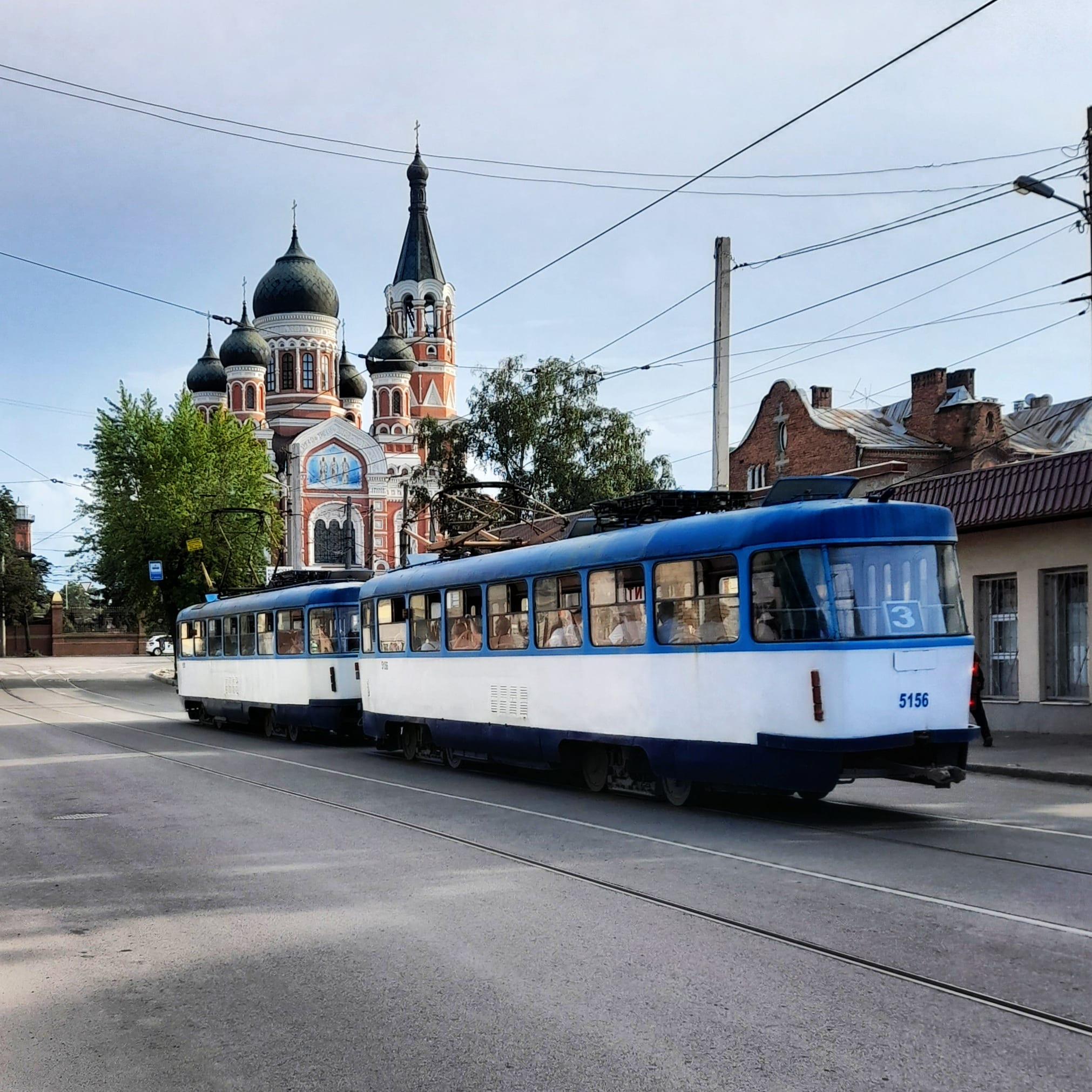

Салтовское трамвайное депо

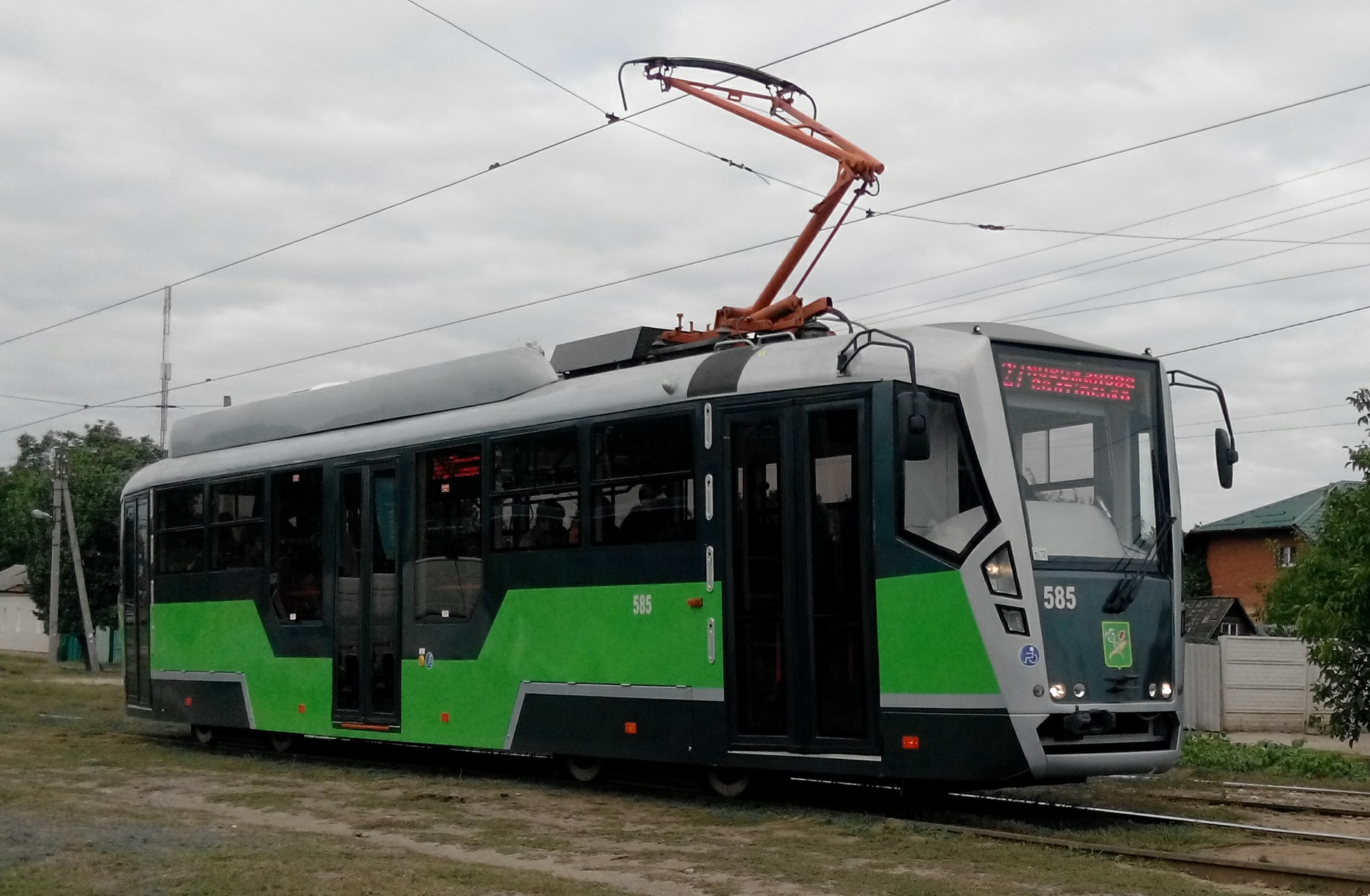
Tatra Т3ВПНП (модернизированный Tatra T3) (с 2017, 3 вагона)
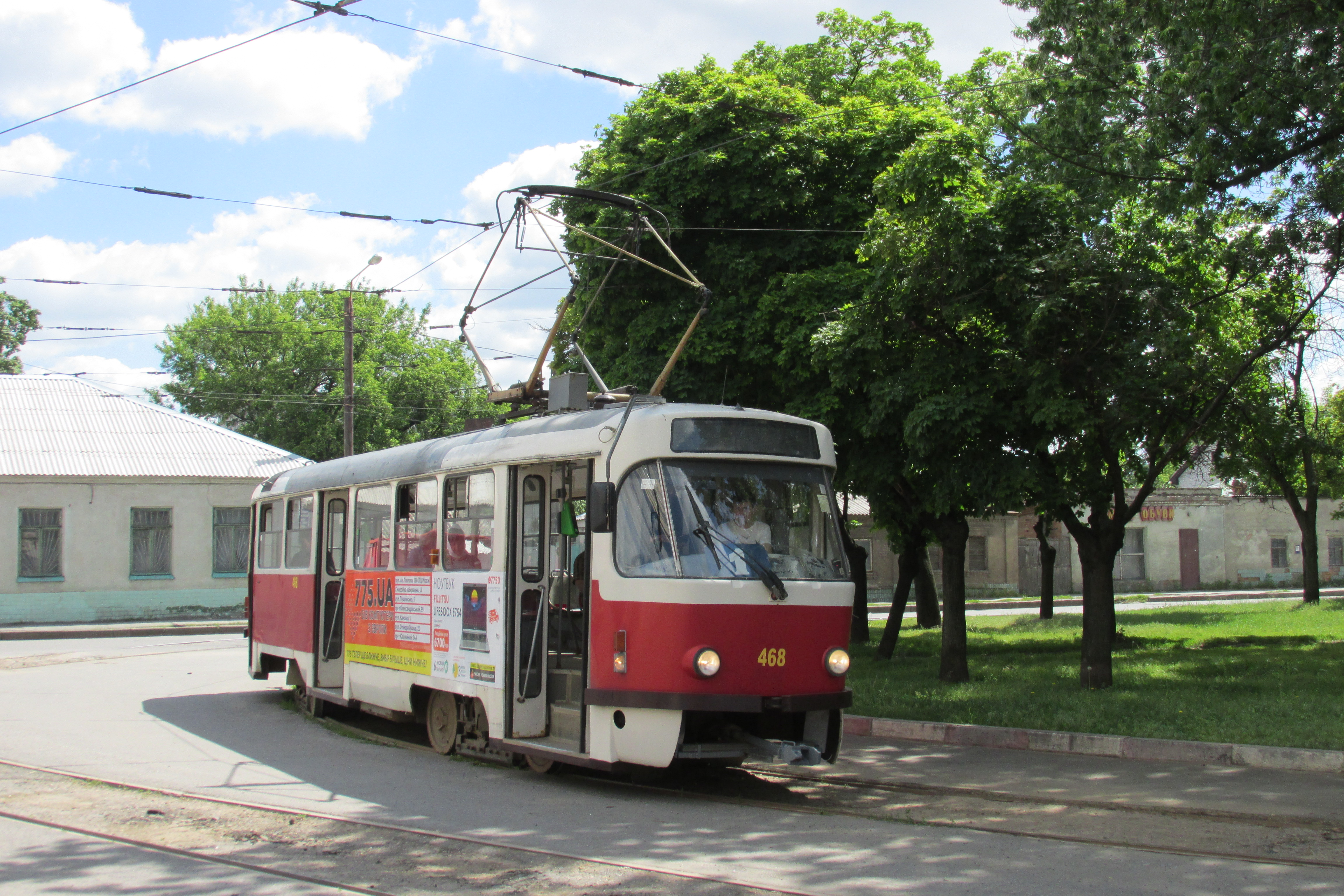
T3-ВПСт (модернизированный Tatra T3)

#### Нумерация подвижного состава
- х, 1х, 30х, 0ххх, 33хх, 456х — служебные вагоны
- 1хх, 8хх — музейные вагоны
- 3хх, 4хх, 5хх, 6хх, 7хх, 30хх, 40хх, 41хх, 5ххх, 7ххх, 8ххх — Tatra T3
- 451х, 452х, 453х, 454х, 455х, 456х — Tatra T6A5
- 452х, 453х, 454х, 455х, 456х, 457х — Tatra T6B5SU

#### Служебный
| Модель                   | Кол-во (общее/действ.) |
| ------------------------ | ---------------------- |
| МТВ-82                   | 17 / 12                |
| ГС-4                     | 5 / 4                  |
| Tatra T3SU [двухдверная] | 4 / 3                  |
| ГС-5                     | 3 / 2                  |
| СХ-2                     | 3 / 1                  |
| КТМ-5М3                  | 2 / 1                  |
| Tatra T3SU               | 2 / 2                  |
| ППРМ                     | 2 / 2                  |
| Tatra T6B5SU             | 1 / 1                  |
| ВТК-01                   | 1 / 1                  |
| КТВ-57                   | 1 / 1                  |
| СХ                       | 1 / 1                  |

|                                     |                                     |                                              |                                                       |
| Моторная грузовая платформа МГП-152 | Моторная грузовая платформа МГП-153 | Вагон-тягач ВТ-1 на базе КТВ-57, вид спереди | Вагон-тягач ВТ-1 на базе спиртовоза КТВ-57, вид сзади |

### Музейный
| Изображение  | Тип          | Кол-во (общее/действ.) | Бортовые номера | Примечание   |
| Пассажирский | Пассажирский | Пассажирский           | Пассажирский    | Пассажирский |
| ------------ | ------------ | ---------------------- | --------------- | ------------ |
|              | МТВ-82       | 1 / 1                  | 844             |              |
|              | Х            | 1 / 1                  | 100             |              |

### Исторический
- 2-осные моторные:
  - завода MAN (12 вагонов) в 1906—1930
  - мытищинского завода и завода «Двигатель» (74 вагона) в 1910—1949
  - типа Х (1 вагон из 236) в 1927—1969
- 2-осные прицепные:
  - николаевского и мытищинского заводов (28 вагонов) в 1910—1965
  - бывшие вагоны конки (46 вагонов) в 1924—1949
  - типа М (163 вагона) в 1927—1969
- другие:
  - 4-осные прицепные (31 вагон) в 1931—1964
  - КТМ-1/КТП-1 (49/49 вагонов) в 1949—1974
  - КТМ-1/КТП-2 (140/140 вагонов) в 1961—1980
  - КТМ-5М3 (136 вагонов) в 1975—2004
  - МТВ-82 (1 вагон из 49) в 1953—1977
  - РВЗ-6 (167 вагонов) в 1961—1984
  - Tatra K2 (40 вагонов) в 1970—1991

## Депо
Существующие
- Салтовское трамвайное депо — просп. Тракторостроителей, 109 (приостановило работу вследствие значительных разрушений во время боевых действий с 24 февраля 2022 года)
- Октябрьское трамвайное депо — ул. Октябрьской Революции, 199а

Ликвидированные
(во временном порядке)
- Пискуновское (Грузовое) депо — закрыто в 1999 году.
- Ленинское трамвайное депо, пер. Лосевский, 16 — в 2002 году, путём объединения с Троллейбусным депо № 1, вошло в состав Депо № 1; Депо № 1 закрыто в 2007
- Коминтерновское (Петинское) трамвайное депо, ул. Плехановская, 96/ ул. Полевая — в 2007 году преобразовано в КП «Харьковский вагоноремонтный завод».
- Депо узкоколейного трамвая — закрыто после перехода системы на широкую колею.

## Трамвайно-железнодорожный гейт
До 2009 действовал один гейт в районе пересечения улиц Чеботарской и Красноармейской, использовавшийся для перегрузки трамваев с железнодорожных платформ и для отправки железнодорожных вагонов со ст. Харьков-Пассажирский на кондитерскую фабрику (ул. Чеботарская, 26).

## Стоимость проезда и контроль

Штрафная квитанция образца 2008 года.

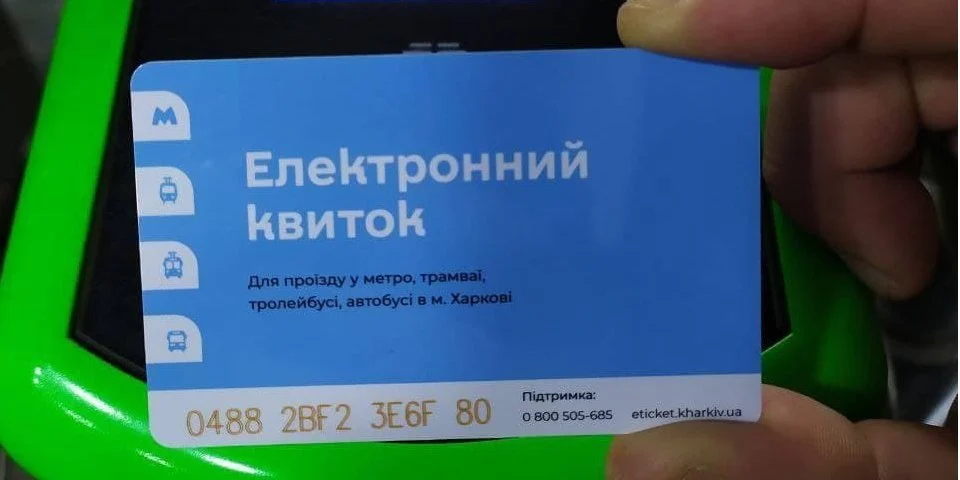
Электронный билет Eticket для оплаты проезда в общественном транпорте города

С момента введения гривны в 1996 году стоимость проезда была 20 украинских копеек, с 10 апреля 1997 года — 30. С 1-го июня 2000 года повышена до 40 копеек и в 2008 уже являлась самой низкой на Украине. С 26 июля 2008 плата за проезд была повышена до 75 копеек, с 18 апреля 2009 до одной гривны, а с 12 марта 2011 — 1 гривны 50 копеек. Стоимость проезда в трамвае с 29 марта 2018 составляет 4 гривны. Абонементные талоны приобретаются у кондуктора или у водителя при отсутствии кондуктора в вагоне. Около двадцати контролёров проверяют наличие талонов у пассажиров трамваев. При бесплатном проезде или неоплаченном провозе багажа контролёрами на месте взимается штраф в 20-кратном размере от стоимости проезда. Стоимость проезда в трамвае с 07 февраля 2019 года составляет 6 гривен.

## Защита трамвая
В Харькове существует независимое объединение лиц, ставящее целью возрождение системы городского электротранспорта (ГЭТ) на примере стран Западной Европы и Америки, где после почти полного уничтожения трамвайного движения вновь его восстанавливают по ряду причин
. Свои предложения они направляют в Департамент транспорта и связи Харьковского городского совета и ХКП «Горэлектротранс».

## Забастовки
- Работники ГЭТа бастовали 29 октября 2008 года. Тогда стало салтовское трамвайное депо[10].

Потом, на десять минут, остановился транспорт во всей Украине, и электротранспортники поддержали акцию протеста 25 мая 2009 года.
- Наиболее активно бастовали в конце сентября — начале октября 2009:
  - 28 сентября 2009 года городской электротранспорт с ультиматумами (позднее выполненными) остановился на день[12].
  - 9 октября 2009 года трудовой коллектив и профсоюз ХКП «Горэлектротранс» объявили бессрочную забастовку до погашения правительством Юлии Тимошенко задолженности перед предприятием (заработная плата работникам в октябре была выплачена только за апрель 2009 года; имелись случаи выхода на линию голодных водителей)[13], которую приостановили 19 октября, так и не дождавшись перечисления денег.
- В дальнейшем осуществлена забастовка от 11 января 2010 года, тогда 14 машин Салтовского депо стали напротив Горсовета, при этом это были все машины, которые смогли выйти на линию после «ледяного дождя».

|  |  |  |  |  |